# Škoda 742
Škoda 742 je souhrnné označení pro řadu osobních automobilů nižší střední střídy, které vyráběla československá automobilka AZNP v letech 1976 – 1990. Obchodní označení vozů je Škoda 105, Škoda 120, Škoda 125, Škoda 130 – liší se především motorem a úrovní výbavy. Odvozeným typem je Škoda 746, vyráběná v letech 1987–90 pod obchodním označením Škoda 135, Škoda 136. Příbuzným typem jsou kupé Škoda 743/747 s obchodním označením Škoda Garde (1981–84), resp. Škoda Rapid (1984–90).
Roku 1983 přišla zásadní modernizace a facelift. Za necelých 14 let sériové výroby byly v závodech AZNP Mladá Boleslav a AZNP Vrchlabí postaveny více než dva miliony čtyřdveřových sedanů, v závodech AZNP Kvasiny a BAZ Bratislava vzniklo necelých 45 tisíc vozů kupé. Ještě v roce 2002, tedy dvanáct let po ukončení výroby, byly podle statistik registrovaných vozů nejpočetněji zastoupeným typem osobního automobilu na českých silnicích.

## Charakteristika
Vůz je tříprostorový, s motorem vzadu a pohonem zadních kol. Samonosná karoserie je celokovová, uzavřená, čtyřdveřová. Hlavní zavazadelník pro 280 dm3 / 40 kg nákladu se nachází nad přední nápravou , příruční zavazadelník pro 120 dm3 / 10 kg nákladu je za opěradly zadních sedadel. Pod předním zavazadelníkem se zároveň nachází rezervní kolo, které tvoří účinnou součást přední deformační zóny. Kabina je pětimístná, dvě přední sedadla jsou podélně posuvná, u většiny modifikací s regulací sklonu opěradla až do lůžkové úpravy. Zadní lavice a zadní opěradlo jsou půlené, sklopné, s aretací pouze v základní poloze. Automatické podtlakové větrání za jízdy pomocí odtahů v C-sloupcích kabiny, přetlakové větrání je možné přes dvoustupňový ventilátor přívodu vzduchu s regulací vstupu a s teplovodním výměníkem.
Všechna kola jsou nezávisle zavěšena, přední náprava lichoběžníková, zadní kyvadlová s podélně zavěšenými rameny polonáprav (u pozdějších modelů modifikovaná s šikmými vlečenými rameny). Pérování všech kol pomocí vinutých pružin s teleskopickými kapalinovými tlumiči, přední náprava navíc opatřena příčným zkrutným stabilizátorem. Provozní brzdy jsou kapalinové, dvouokruhové, vpředu kotoučové, vzadu bubnové, u některých modifikací s podtlakovým posilovačem. Mechanická lanková ruční brzda působí na zadní kola. Řízení je levostranné (jen pro export do některých zemí pravostranné), s bezpečnostním lomeným hřídelem,  převod šroubem a maticí, u pozdějších modelů hřebenové, vzhledem k lehké konstrukci vždy bez posilovače.
Motor je umístěn podélně za zadní nápravou, skloněný o 30° vpravo. Jde o řadový zážehový čtyřdobý čtyřválec OHV, atmosférický, s přípravou směsi spádovým karburátorem, s bateriovým zapalováním a tlakovým mazáním s obtokovým, později s plnoprůtokovým filtrem oleje. Chlazení kapalinové, uzavřené, tlakové s nuceným oběhem. Převodovka je plně synchronizovaná, přímo řazená táhlem, čtyřstupňová (u pozdějších modelů též pětistupňová) a v bloku s rozvodovkou, kola převodovky se šikmými zuby, převod diferenciálu s kuželovým soukolím, mazání rozstřikovací se společnou náplní. Kapalinou ovládaná spojka je třecí, jednokotoučová, se šesti vinutými pružinami, později s jednou talířovou pružinou. Motor, převodovka, rozvodovka a zadní náprava tvoří jeden montážní celek.
Oproti dobové konkurenci měl tento vůz několik typických svérázných znaků: Vpředu umístěný náporový chladič s elektrickým větrákem při motoru vzadu znamenal objem cirkulující chladicí kapaliny 11-12 litrů. Víko zavazadlového prostoru se neobvykle otevíralo do strany (závěsy na levé a z kabiny ovládané zámky na pravé straně vozu, protože je nebylo možné konstrukčně umístit poblíž rámu čelního skla). Dlouhá převodovka také přinesla potřebu specifické dvoudílné palivové nádrže pod zadní částí kabiny.

## Historie

### Zrod modelu
Na počátku 70. let byly AZNP politicky donuceny ukončit projekt osobního vozu střední třídy Typ Š 720 a ve spolupráci s automobilkami z NDR se orientovat na společný projekt Typ Š 760 / RGW Auto. Vedení AZNP však tušilo, že tento projekt nemá moc šancí uspět, a proto 21. června 1971 spustilo interní projekt Typ Š 727, který by ve výrobě přímo nahradil morálně, technicky i bezpečnostně zastarávající Škody 100/110. S ohledem na omezené investiční prostředky musely být zachovány (nebo jen mírně upraveny) původní podvozkové skupiny (motor, převodovka, nápravy) a tedy i celá původní koncepce s motorem vzadu, pro kterou pak byla vytvořena zcela nová karoserie tak, aby splnila požadavky EHK ohledně pasivní i aktivní bezpečnosti (deformační zóny, bezpečnostní zámky, bezpečnostní hřídel volantu, palivová nádrž v zadní části vozu apod.), které měly platit od roku 1975 a kterým stávající výrobky nemohly vyhovět. Šéfkonstruktérem nového typu se stal Ludvík Eimer.
Počáteční konstrukční práce probíhaly velmi rychle – konstruktéři vzali kompletní podlahovou skupinu ze sériového vozu Škoda 100/110, ke které začali adaptovat karosářské rysy zavrženého typu Š 720. Zcela nová karoserie tak byla hranatější, dynamičtější a disponovala o třetinu větším celkovým zasklením oproti výchozímu typu, což znamenalo do jisté míry nadčasový design a poměrně malý vůz tak působil dojmem většího, a to i díky subtilním rámům dveřních oken s mírně zakřivenými skly. Konstruktéři brali ohled i na technologii výroby, takže nová karoserie znamenala snížení počtu výlisků i svarů oproti předcházejícímu modelu, aby mohlo dojít ke zrychlení výroby dílů i celků. Z původních orgánů byl mírně upraven motor (použitím klikové hřídele s vyšším zdvihem vznikly jiné objemové verze) a přední náprava (upravený bezpečnostní hřídel volantu a pozměněná konfigurace řízení kvůli umístění rezervního kola).
První funkční vzorek červené barvy byl postaven v prosinci 1971, druhý exemplář světle zelené barvy byl dokončen v březnu 1972, oba už v základu nesly budoucí rysy sériového automobilu včetně neobvyklého bočního otevírání víka zavazadlového prostoru, což bylo dáno nemožností umístit panty a zámky na příčné části karosérie. V létě 1972 pak byl projekt administrativně přeznačen na Typ Š 742 a bylo mu určeno obchodní pojmenování Škoda 100 / Škoda 120. Zajímavé je, že upravené karosérie Š 727 byly použity pro stavbu tří funkčních vzorků Š 760 s motorem vpředu a pohonem zadních kol (ty byly dokončeny v prosinci 1972, lednu 1973 a březnu 1973), zatímco vývojové dílny postavily tři nové prototypy Š 742, které se od funkčních vzorků lišily spíše v detailech: prototyp 742/1 z dubna 1973, bílé barvy, obdržel definitivní zadní dveře s trojúhelníkovým okénkem umožňujícím spouštět hlavní sklo až po hranu, definitivní svislé koncové svítilny i definitivní hrdlo nádrže.

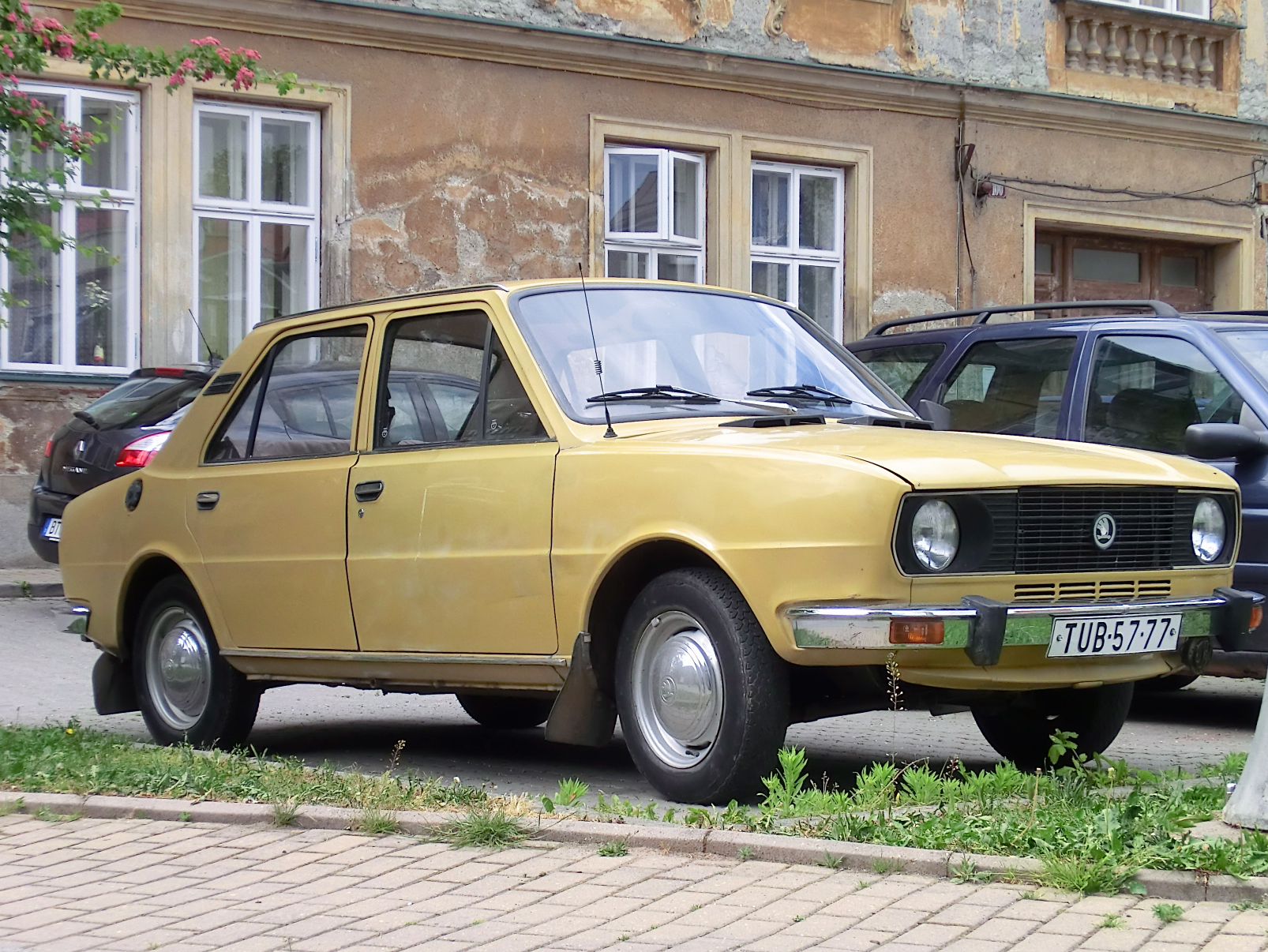
Škoda 120 L model 1976

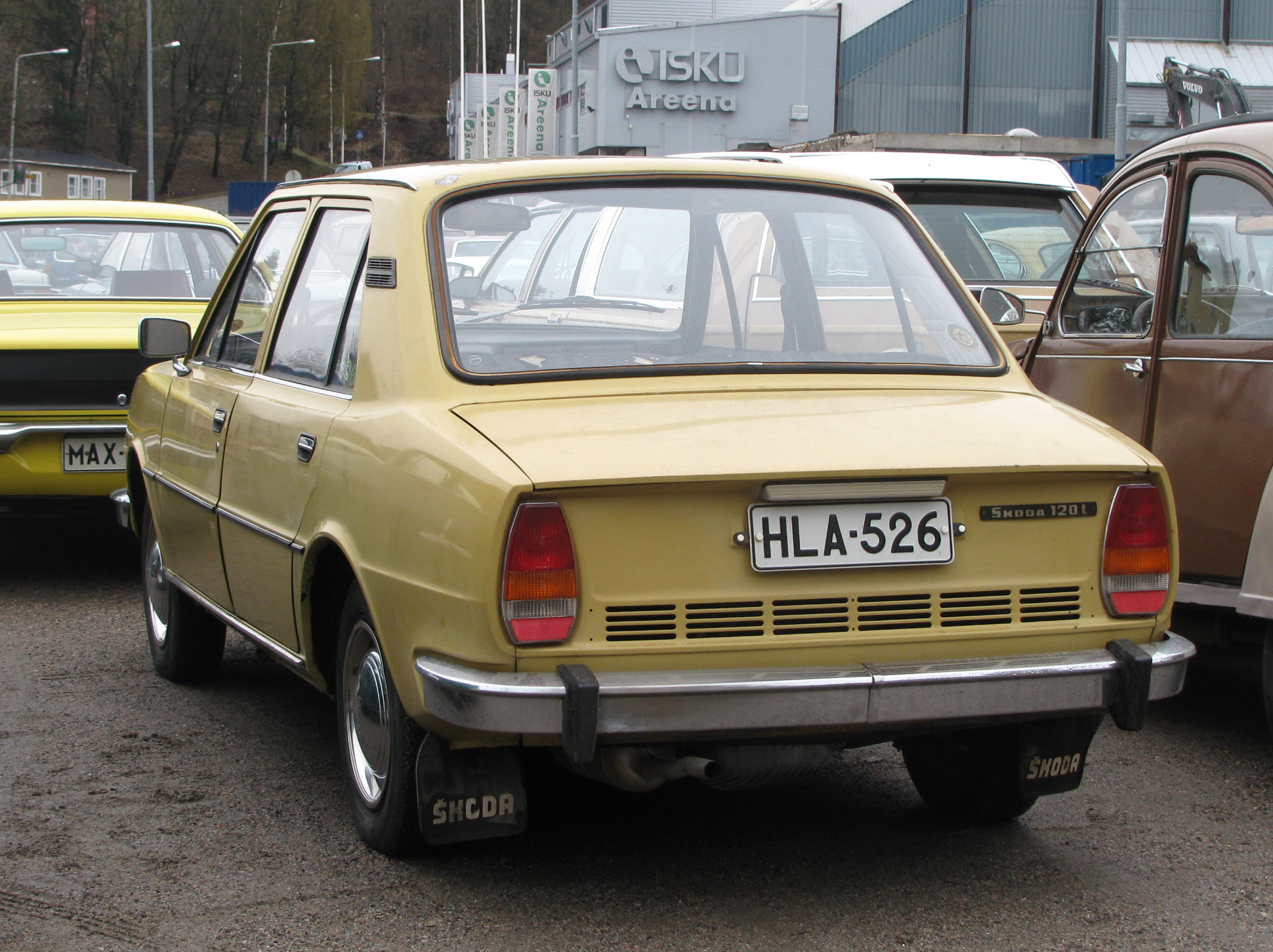
Škoda 120 L model 1976

Prototyp 742/2 z května 1973 byl béžový, měl definitivní přední čelo včetně spojleru a nárazníku s ukazateli směru a vodorovné výdechové mřížky podtlakového větrání v zadním sloupku karoserie (zajímavostí je, že tento exemplář měl pravostranné řízení a jeho kariéru ukončila v listopadu 1973 bariérová zkouška s vyhovujícími výsledky). Prototyp 742/3 z října 1973 byl zelený a měl již definitivní podobu předních dveří s trojúhelníkovými okénky a definitivní zadní čelo s vodorovnými výdechovými štěrbinami motorového prostoru. Stejnou podobu pak měl i prototyp 742/4, jehož karoserii zhotovil n. p. Avia Letňany podle dokumentace AZNP. Do konce srpna 1973 pak vzniklo ještě pět prototypů, přičemž poslední 742/9 postavil závod AZNP Vrchlabí. Na jeho základě také vedení AZNP v září 1973 rozhodlo, že právě ve Vrchlabí se budou vyrábět nejluxusnější provedení této typové řady pro tuzemský trh i na vývoz.
3. října 1975 se na montážní lince AZNP Mladá Boleslav objevila první karoserie nového typu, zatím jen kvůli ověření technologické průchodnosti. Fakticky totiž předsériové automobily vznikaly převážně v pomocných provozech (dvanáct kusů do konce roku 1975, dalších deset v prvním čtvrtletí 1976). 15. dubna 1976 získal typ Š 742, už s obchodním označením Škoda 105 / Škoda 120, typové osvědčení od Federálního ministerstva vnitra ČSSR a tedy úřední schválení. Podnikový ředitel AZNP Miroslav Zapadlo vydal 23. června 1976 příkaz k zahájení přípravy sériové výroby, která měla být spuštěna 1. srpna 1976 – problémy u subdodavatelů dílů i při přestavbách výrobních technologií v AZNP však byly tak rozsáhlé, že výrobou stále procházely jen vozy „nulté série“ (cca 300 ks od srpna do konce října 1976) a skutečná sériová výroba byla fakticky spuštěna až 15. listopadu 1976. V této souvislosti lze zmínit zavedení elektroforetického lakování karoserie, které podstatným způsobem zvýšilo životnost karoserie a s menšími úpravami na technologii se používalo i pro pozdější typy Škoda Favorit a Škoda Felicia.
Mezitím se automobily nové typové řady představily veřejnosti: předpremiéru pro vybrané funkcionáře KSČ absolvovaly od 12. do 16. dubna 1976 v PKOJF Praha-Holešovice v rámci tam konaného XV. sjezdu KSČ, premiéru pro řadové občany pak od 15. září 1976 na Mezinárodním strojírenském veletrhu v Brně, v tehdejším Pavilonu P výstaviště, a to ve všech čtyřech modelových provedeních: 105 S, 105 L, 120 L a 120 LS, přičemž všechny čtyři exempláře měly jednotnou červenou barvu. Světovou premiéru pak nová škodovka absolvovala v říjnu 1976 na Pařížském autosalonu.
V pátek 10. prosince 1976 byl předán první sériový vůz – Škoda 120 L ve zlatohnědé barvě, který získala výherkyně letní soutěže Poznej svou vlast, pořádané deníkem Mladá fronta. V pondělí 13. prosince 1976 začal oficiální prodej nových škodovek ve vlastních prodejnách AZNP, téhož týdne dostala první automobily tohoto typu i druhá prodejní organizace v ČSSR Mototechna. Do konce roku bylo vyrobeno cca 4000 vozů, přičemž 3887 jich bylo určeno pro spotřebitele.

### Milníky
(Není-li uvedeno jinak, nabíhaly změny v srpnu uvedeného roku.)

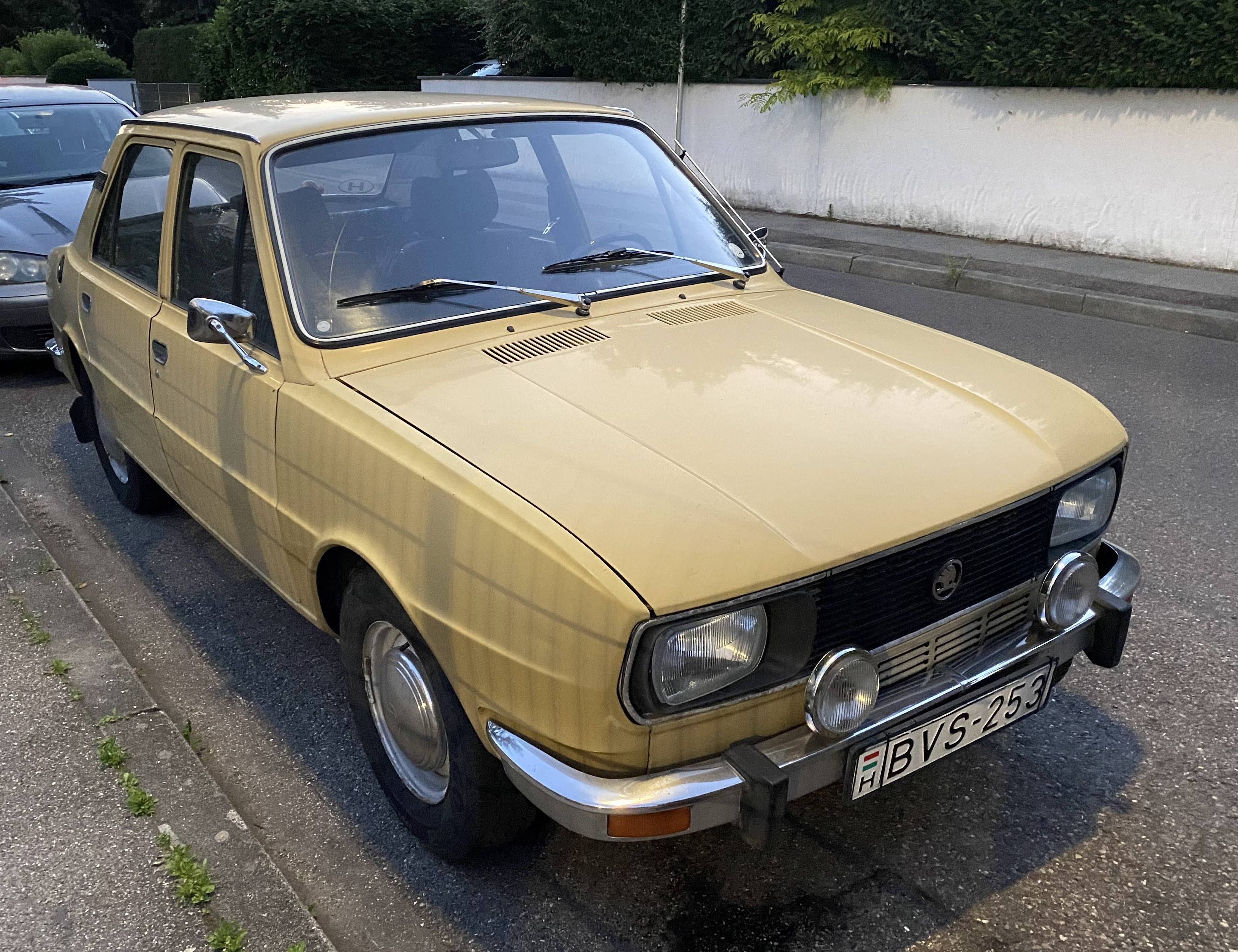
Škoda 105 S, model 1978

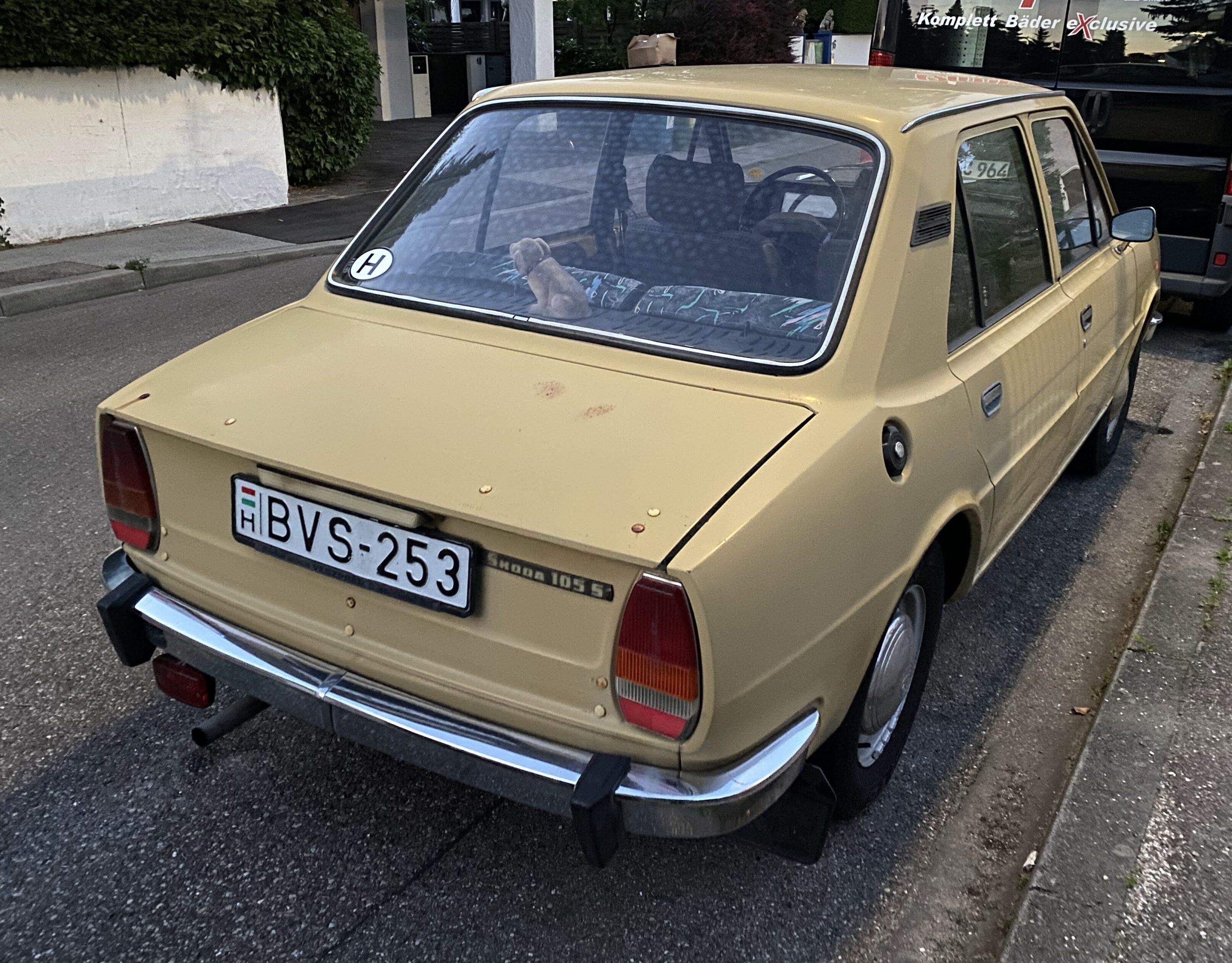
Škoda 105 S, model 1978

- 1976: Započata sériová výroba. Do konce roku vyrobeno cca 4000 vozů v modifikacích Škoda 105 S, Škoda 105 L, Škoda 120 L a Škoda 120 LS a 40 kusů nejvyšší modifikace Škoda 120 GLS.
- 1977: Na konci 1. čtvrtletí byla v Mladé Boleslavi ukončena výroba modelu Škoda 100/110 a všechny zdejší výrobní linky přestavěny na typ Škoda 105/120. Dosavadní stálý převod rozvodovky byl změněn z hodnoty 4,44 na 4,22, což zůstalo později všem motorizacím 105 a 120 s výjimkou modifikace 120 LE.
- 1978: Započata výroba původně neplánované modifikace Škoda 120 se standardní výbavou. V závodě Kvasiny se začala vyrábět modifikace 120 GLS pro tuzemský trh. U všech modifikací se začaly montovat nové bezpečnostní zámky víka zavazadlového prostoru s lankovým převodem namísto páky, začalo se montovat zadní čelo bez vodorovných odvětrávacích štěrbin. Kosmetickou úpravou byla změna symbolů na přístrojové desce a štítu v souladu s požadavky EHK tak, jak platí dodnes (např. symbol kontrolky benzinu se z tvaru nálevky změnil na symbol čerpacího stojanu). Od ledna se montují nové zámky zadních dveří s možností uzamčení před zavřením.
- 1979: Začala se montovat výkonnější zapalovací cívka se sekundárním napětím až 31 kV (dosud max. 24 kV), karburátor Jikov EDSR dostal nové převody ovládacího bovdenu, ocelový chladič byl nahrazen výkonnějším hliníkovým chladičem typu SOFICO, začaly se osazovat jiné pružiny polonáprav a byl zesílen stabilizátor přední nápravy. Verze S a L dostaly výkonnější alternátory 42 A namísto dosavadního 35 A, verze LS a GLS dokonce 55 A kvůli nově montovanému vyhřívanému zadnímu sklu, dováženému z Polska. Verze GLS dále dostaly samonavíjecí pásy na předních sedadlech a ochranné boční lišty. Od října se na zadní kapotu začal montovat spojler z plastu ABS, který výrazně zlepšil tok vzduchu okolo vozu a zároveň přiváděl čerstvý náporový vzduch do motorového prostoru. Zároveň byly chromované poklice (popř. mezikruží) na kolech nahrazeny modernějšími plastovými krytkami.
- 1980: Dosavadní 14" kola byla nahrazena pohlednějšími 13", čímž se rozchod kol rozšířil o 20 mm na nápravu a změkčilo pérování. Rekonstruováno bylo i topné těleso včetně ovládání a začal se montovat nový typ startéru (0,66 kW/1 000 ot/min).
- 1981: V březnu začal závod Vrchlabí začal vyrábět model Škoda 105 GL. Verze L začaly být osazovány maskou s oválnými světlomety, verze GL a GLS dostaly jednodílné prepregové nárazníky namísto chromovaných, velké horizontální zadní skupinové svítilny a cyklovač stíračů. Všechny modely mají z výroby halogenové žárovky a motorizace 120 i posilovač brzd. Chromované dveřní kliky osazeny plastovým krytem pro lepší bezpečnost. Změnil se převod ruční brzdy, leštěná ramena stíračů nahrazena černými a nádrž zabezpečena proti úniku paliva při převrácení vozu.

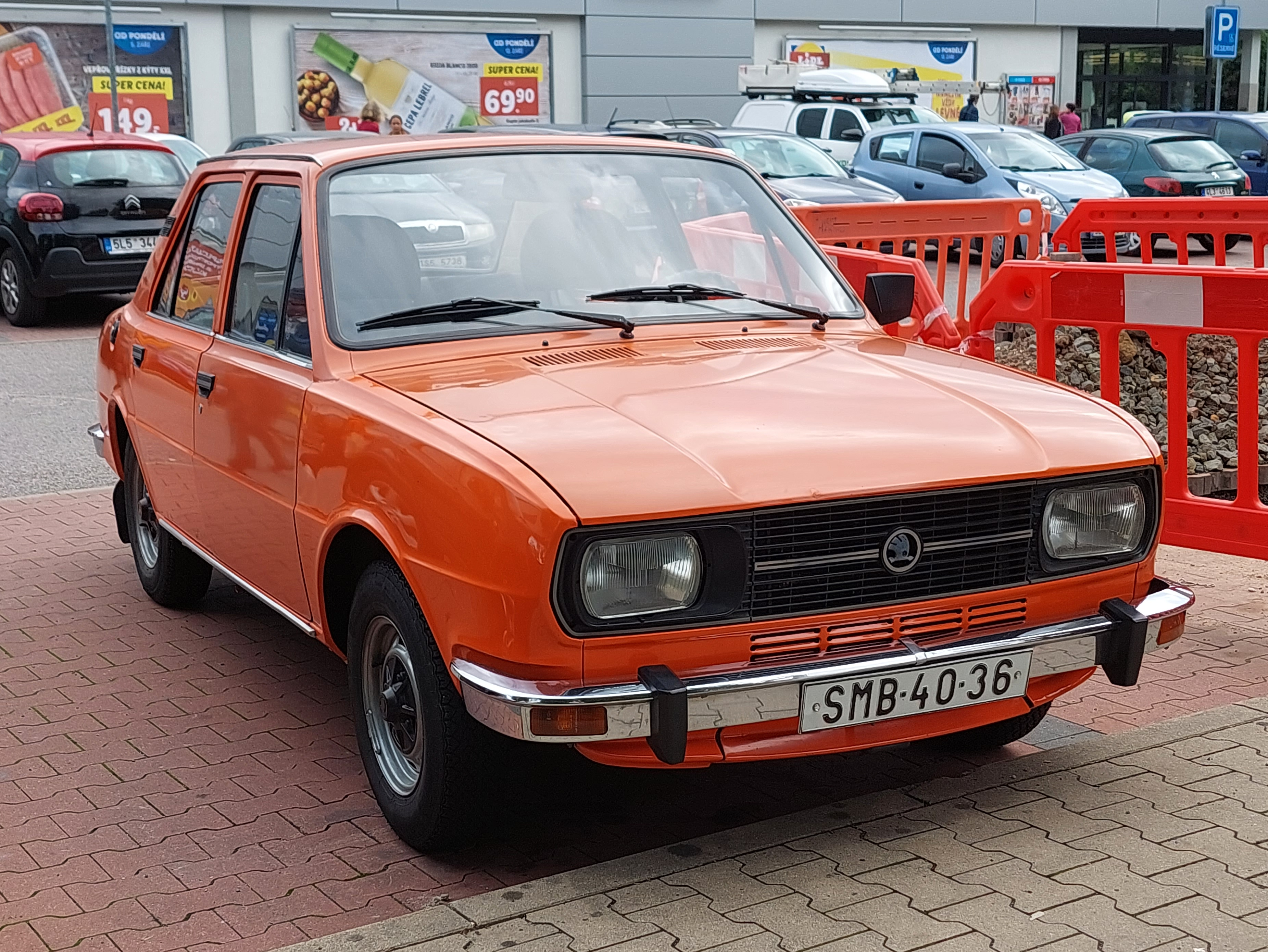
Škoda 120 L model 1982

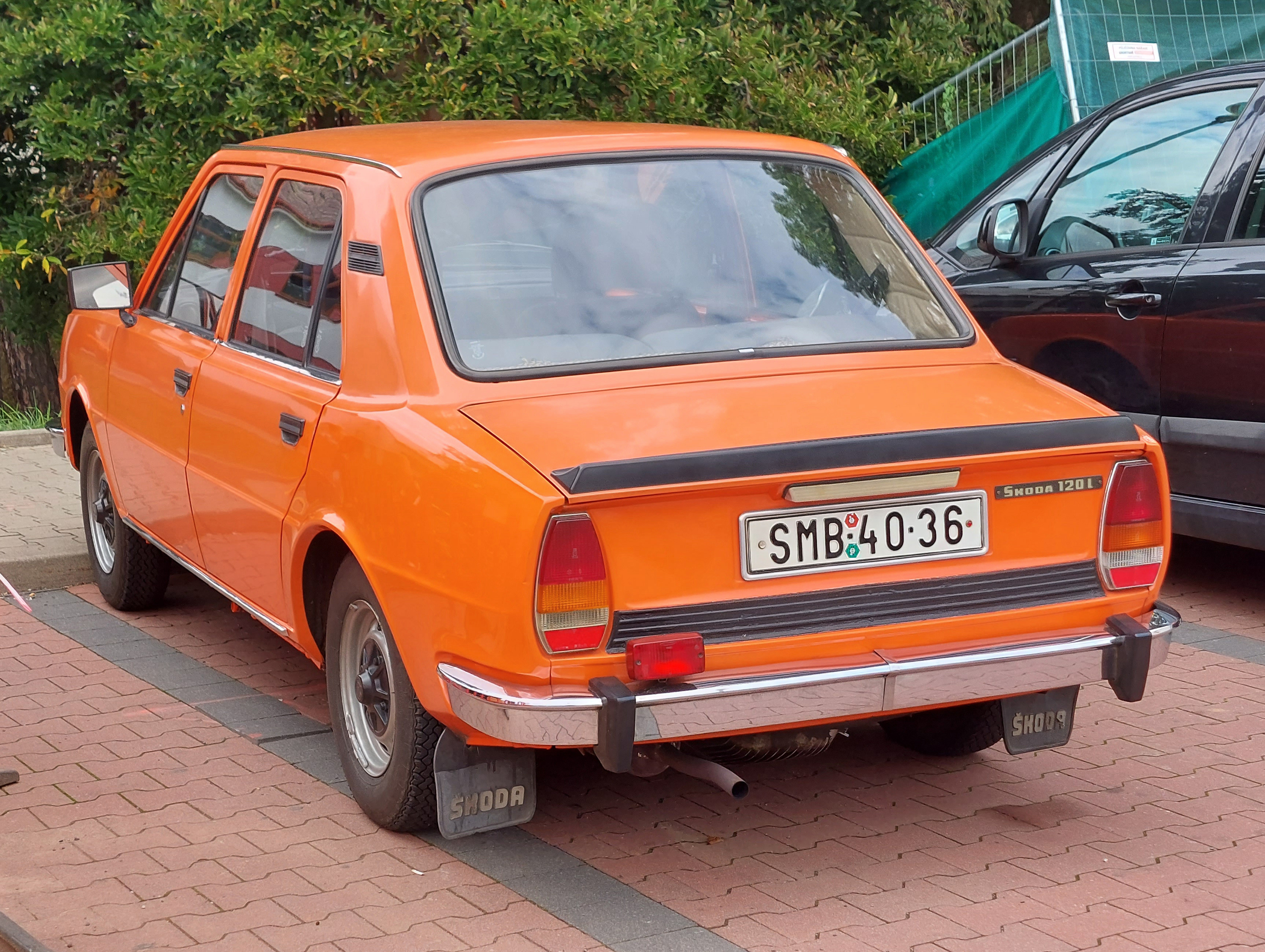
Škoda 120 L model 1982

- 1982: V říjnu se začala vyrábět dvoumístná užitková derivace Škoda 105 SP ve Vrchlabí a úsporná modifikace Škoda 120 LE (s delším převodem rozvodovky) v Mladé Boleslavi. Všechny modely obdržely plastová vnější zpětná zrcátka namísto chromovaných, za příplatek bylo možné namontovat kovové nárazníky s povrchovou úpravou z černého smaltu.
- 1983: Skončila výroba modifikací 105 GL, 120 a 120 LE. V srpnu pak přišla zásadní inovace všech typů řady 742 – model M neboli „eMko“. Nejviditelnějším rozdílem byla nová přední maska s oválnými (verze S a L) nebo tvarovými (verze GL, LS a GLS) světlomety pod půlenou mřížkou chladiče a s velkoplošnými, dobře viditelnými ukazateli směru po stranách. Všechny modely také dostaly nová zadní čela s rozměrnými skupinovými světly (převzaté z verzí GL/GLS/Garde). U všech typů byl rozšířen rozchod předních i zadních kol (o 135, resp. 110 mm) – staré modely s původním rozchodem se od té doby souhrnně nazývají „užovkami“.[12] Dosavadní prepregové nebo ocelové nárazníky byly u všech verzí nahrazeny půlenými polypropylenovými na ocelové traverze (vyhovuje předpisu EHK č. 42). Obtokový systém čištění oleje byl změněn na plnoprůtokový, což přineslo výrazné zkvalitnění mazání a prodloužení intervalů výměny oleje na dvojnásobek. Díky novému karburátoru Jikov SEDR klesla spotřeba i emise. Zapalovací souprava odrušena v souladu s předpisem EHK č. 10. Sériově se začaly montovat samonavíjecí pásy na přední sedadla, volant s věncem z pěnového polyuretanu, vyhřívané zadní sklo a hrdlo palivové nádrže s novým víčkem, které lícuje s obrysem karoserie. Motorizace 120 je vystrojena novou spojkou TAZ s talířovou pružinou (namísto dosavadní s šesticí vinutých pružin) a přesnějším hřebenovým řízením (namísto původního maticového). Tachometr (vyjma verze S a SP) byl osazen také denním počítačem kilometrů, verze GLS obdržela modernější úhlovou kyvadlovou nápravu (neboli nápravu s vlečenými rameny a s hnacími hřídeli kol s homokinetickými klouby), na přání se montuje doplňková výbava (střešní okno, odkládací kapsy...). Kuriozitou bylo zmenšení palivové nádrže z 38 na 37 litrů, což byla příprava na budoucí zástavbu pětistupňové převodovky, která byla delší a zasahovala právě do prostoru nádrže.
- 1984: Do výroby přišla silná Škoda 130 L a „kříženci“ Škoda 120 LX a Škoda 120 GL. V souvislosti s motorizací 130 byl nově vyztužen blok motoru, zvýšen výkon oběhového čerpadla chlazení, přestaly se montovat chladiče oleje, zlepšilo se utěsnění celého motoru i odhlučnění kabiny. Na předním spojleru se objevily větrací otvory pro náporové chlazení předních kotoučových brzd. V souladu s požadavky vyhlášky FMD se na všechny vozy začala montovat zadní mlhovka a na přední blatníky boční blinkry. Interiérové přístroje dostaly antireflexní skla. Čelní sklo nahrazeno tenčím a lehčím provedením. Spojka s talířovou pružinou a posilovač brzd začaly být montovány již do všech modifikací. Modifikace 130 L, 120 LX a 120 GLS měly pětistupňovou převodovku a úhlovou kyvadlovou zadní nápravu.
- 1985: Na všechny vozy se montuje již jen hřebenové řízení. Oválné světlomety se montují již jen na motorizaci 105, všechny ostatní verze mají světlomety tvarové. Verze LS, GL a GLS dostávají velkoplošné pětipaprskové kryty kol.
- 1986: Začala se vyrábět modifikace Škoda 130 GL, naopak končí výroba modifikace 105 S. V souladu s vyhláškou FMD č. 41/1984 Sb. se montují bezpečnostní pásy i na zadní sedadla. Interiérové čalounění v souladu s požadavky předpisu EHK č. 34 obsahuje zpomalovače hoření. Řadicí táhlo nahrazeno spolehlivějším provedením, nové je i palivové čerpadlo. Kvalitní elektroforetické lakování rozšířeno i na podvozkové díly (ty se do té doby lakovaly syntetickou barvou a vypalovaly). Lesklé střešní okapové lišty nahrazeny černými. Zpětné zrcátko se standardně montuje i na pravé straně vozu.

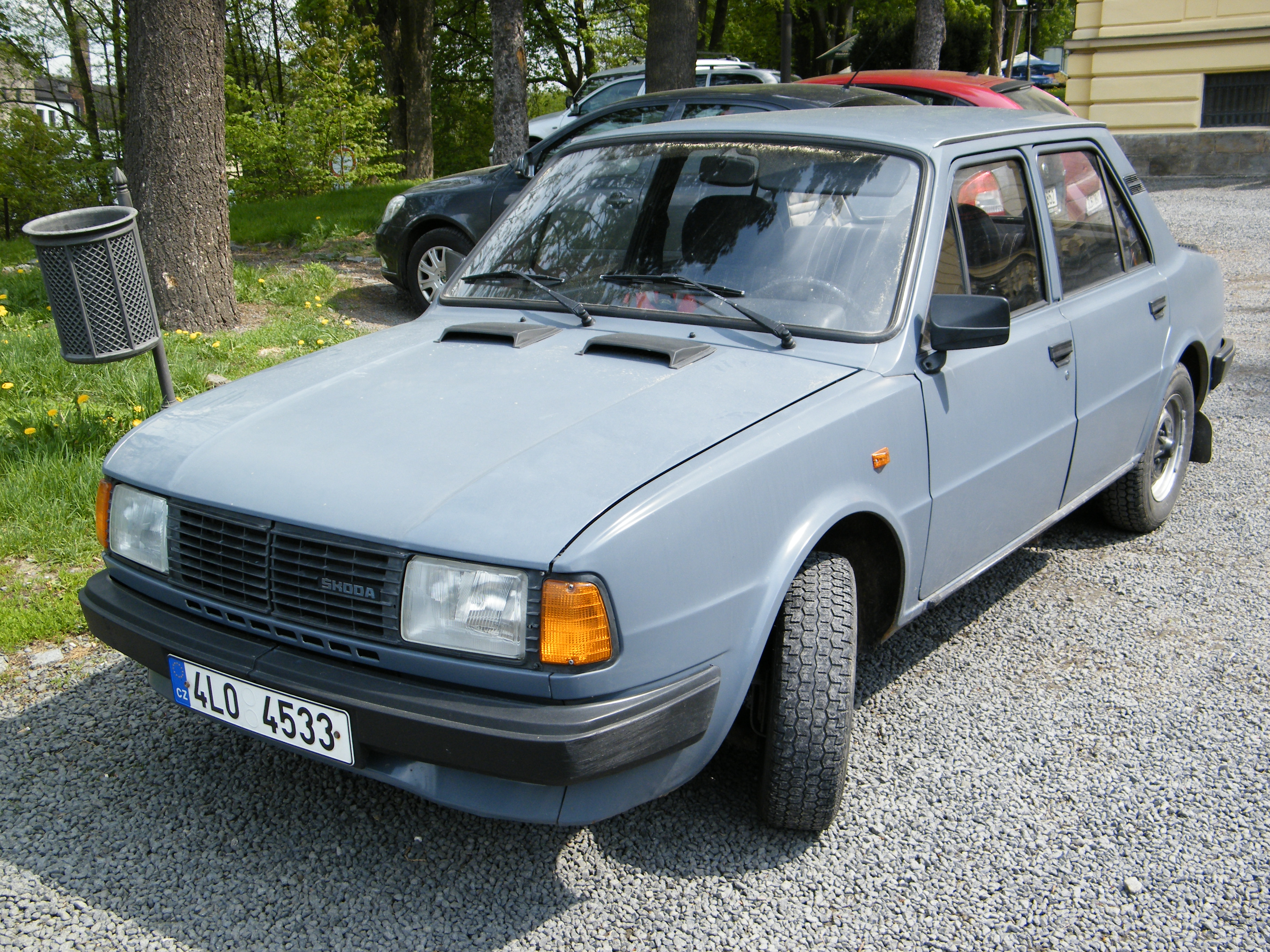
Škoda 120 L model 1987

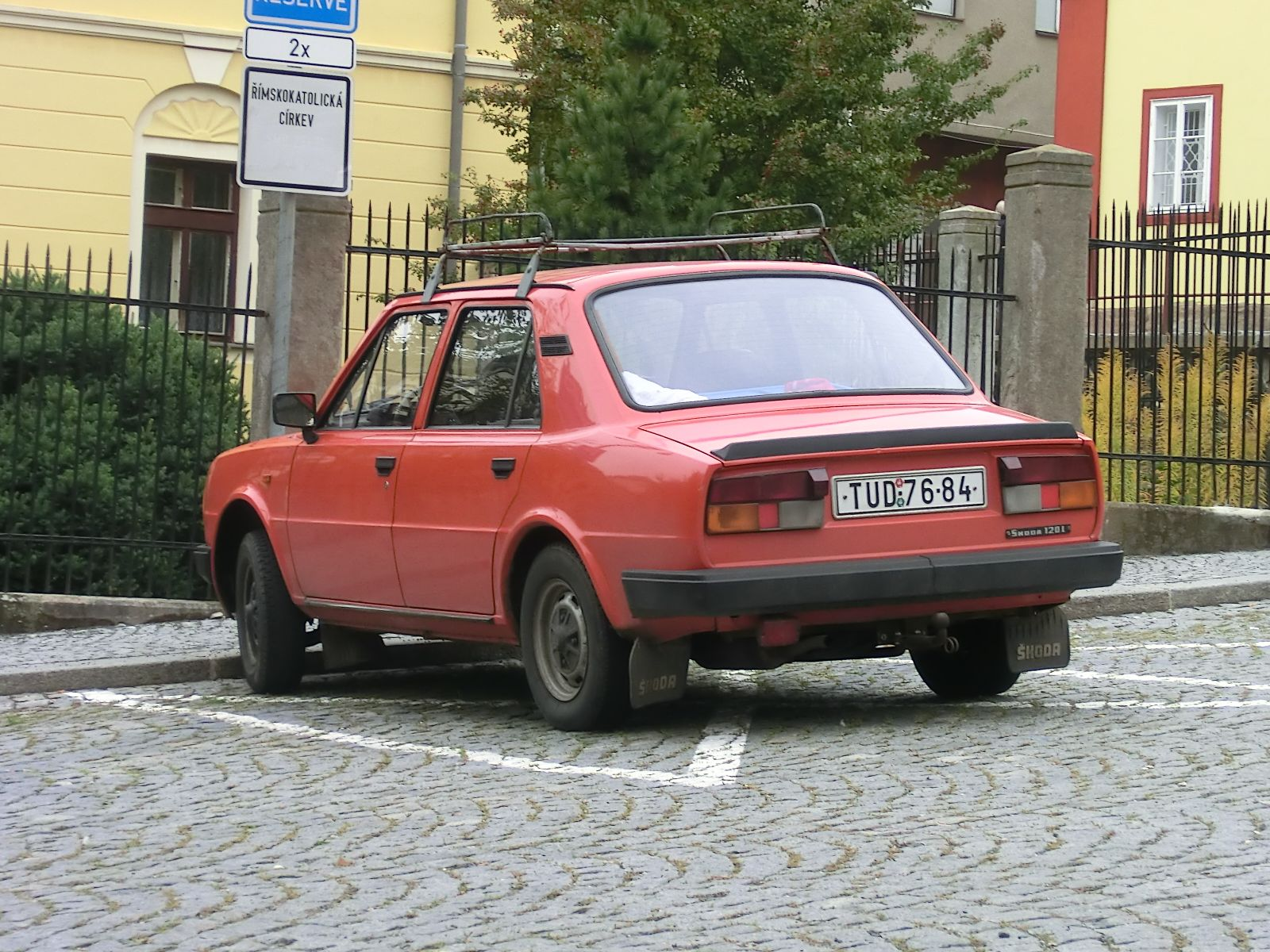
Škoda 120 L model 1987

- 1987: Začaly se vyrábět modifikace Škoda 135 L, Škoda 135 GL, Škoda 136 L, Škoda 136 GL s motory převzatými z připravovaného Favoritu (hliníková osmikanálová hlava válců, bimetalické písty, jiná ložiska klikové hřídele atd.) s typovým označením Š 746, naopak končí výroba modifikací 120 LS, 120 LX, 120 GL a 120 GLS. U všech motorizací byl zrekonstruován a zesílen blok motoru, do všech modifikací se podle požadavků EHK standardně montují opěrky hlavy předních sedadel. Pro motorizace 135 a 136 přibyl i nový, oválný typ přístrojového štítu s otáčkoměrem a kontrolkami pásů, sytiče a ruční brzdy (zapojeno ale jen v provedeních na export).
- 1988: Začala se vyrábět modifikace Škoda 125 L s pětistupňovou převodovkou a (výhradně exportní) Škoda 135 GLi se vstřikováním paliva od firmy Bendix, naopak končí výroba modifikací 105 L, 130 L a 130 GL. Od října všechny modely obdržely novou jednodílnou masku chladiče, silnější akumulátor, 55A alternátor s elektronickou regulací napětí a výkonnější startér (0,8 kW/1500 ot/min).

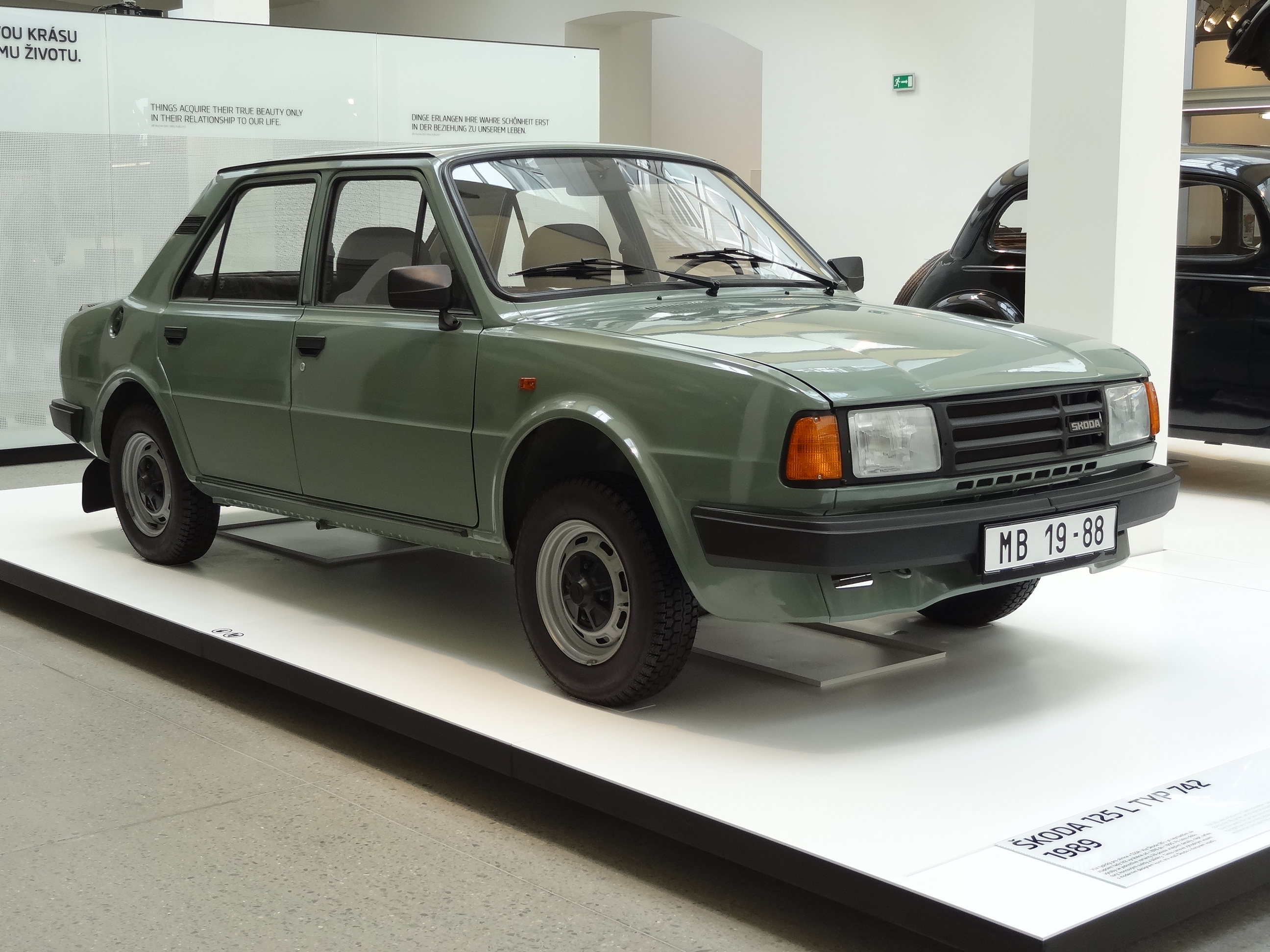
Škoda 125 L - dvoumiliontý vůz typové řady Š 742

- 1989: Skončila výroba posledních „opravdových stodvacítek“ – modifikací 120 L/GL. Na programu zůstávají už jen modifikace 125 L, 135 L/GL/GLi a 136 L/GL.

V pátek 8. dubna 1989 byla vyrobena Škoda 125 L v barvě agave, která se stala dvoumiliontým exemplářem typové řady Š 742. Po prvomájových oslavách se tento vůz stal exemplářem podnikového muzea.
Ve čtvrtek 28. prosince 1989 před 17:30 bylo v Mladé Boleslavi oficiálně vyrobeno posledních 22 bílých sedanů typové řady Š 742. Ve skutečnosti bylo ještě během ledna 1990 vyrobeno dalších 76 vozů v Mladé Boleslavi a 33 vozů v Kvasinách).

## Sériové modely
| Základní typ | Typová přípona (udává vybavení) | Typ motoru | Objem motoru, vrtání/zdvih | Výkon                                 | Točivý moment                           | Max. rychlost | Palivo |
| ------------ | ------------------------------- | ---------- | -------------------------- | ------------------------------------- | --------------------------------------- | ------------- | --- |
| Škoda 105    | S, SP, L, GL                    | Š 742.10   | 1 046 cm³, 68/72 mm        | ČSN 33,9 kW, ISO 33,1 kW/4 800 ot/min | ČSN 74,5 N.m, ISO 72,8 N.m/3 000 ot/min | 130 km/h      | BA 90 |
| Škoda 120    | –, L, GL, LE                    | Š 742.12   | 1 174 cm³, 72/72 mm        | ČSN 38,3 kW, ISO 36,7 kW/5 000 ot/min | ČSN 85,2 N.m, ISO 82,0 N.m/3 000 ot/min | 140 km/h      | BA 90 |
| Škoda 120    | LS, GLS, LX                     | Š 742.12X  | 1 174 cm³, 72/72 mm        | ČSN 42,7 kW, ISO 40,5 kW/5 200 ot/min | ČSN 90,2 N.m, ISO 85,5 N.m/3 250 ot/min | 150 km/h      | BA 95 |
| Škoda 125    | L                               | Š 742.12   | 1 174 cm³, 72/72 mm        | ISO 36,7 kW/5 000 ot/min              | ISO 82,0 N.m/3 000 ot/min               | 150 km/h      | BA 91 |
| Škoda 130    | L, GL                           | Š 742.13   | 1 289 cm³, 75,5/72 mm      | ISO 43,0 kW/5 000 ot/min              | ISO 97,0 N.m/2 850 ot/min               | 150 km/h      | BA 95 |
| Škoda 135    | Si, L, Li, GL, GLi              | Š 742.135  | 1 289 cm³, 75,5/72 mm      | ISO 43,0 kW/5 000 ot/min              | ISO 94,0 N.m/3 000 ot/min               | 150 km/h      | BA 91 (olovnatý i bezolovnatý, všechny verze)                                                                                             |
| Škoda 136    | Si, L, Li, GL, GLi              | Š 742.136  | 1 289 cm³, 75,5/72 mm      | ISO 46,0 kW/5 000 ot/min              | ISO 100,0 N.m/3 000 ot/min              | 150 km/h      | BA 96 (olovnatý nebo bezolovnatý v závislosti na modelu, značeno barvou znaku na hlavě válců – bílá olovnatý, zelená a modrá bezolovnatý) |

Vozy Škoda 135 a 136 sice formálně tvoří novou řadu 746, ale z logiky věci jsou zahrnuty pod řadu 742. Podrobné popisy jednotlivých typů jsou uvedeny níže. Výkonové parametry motorů se vstřikováním (verze Si, Li a GLi) se mírně liší, nebyly však určeny pro československý trh.

### Škoda 105
Motorizace 105 byla nejslabším vozem řady Škoda 742. Motor 742.10 – 1046 cm3, čtyřstupňová převodovka.
- Škoda 105 S (Standard, ve výrobě 08/1976 – 08/1986): Nejchudší provedení řady Š 742. Karosérie nemá žádné ozdobné prvky, na podlahách jsou jen vyjímatelné gumové koberečky, opěradla předních sedadel jsou pevná a sedadla mají jinou potahovou látku (šedou), okna zadních dveří pevně zasklená, u dveří jsou namísto loketních opěrek pouze pásové přitahovače (textilní poutka), sdružený přístrojový štít je obdélníkového tvaru. Do 11/1978 bez spínače varovných světel a do 8/1978 bez parkovacího světlometu.
- Škoda 105 L (de Luxe, ve výrobě 08/1976 – 08/1988): Toto provedení bylo vybaveno právě tím, co u 105 S chybělo, tj. textilní koberečky, loketní opěrky, opěradla předních sedadel seřiditelná až do lůžkové úpravy, skla zadních dveří lze spouštět. Přístrojový štít má ukazatele kruhového tvaru, karosérie má drobné ozdobné prvky (chromovaný proužek okolo znaku Škoda na chladiči, leštěné lišty pod okny, ochranné prahové lišty, do 10/1979 ozdobné hliníkové mezikruží pod chromovanými poklicemi). V modelových letech 1981-83 rozpoznatelné podle oválných světlometů.
- Škoda 105 GL (Grand de Luxe, ve výrobě 03/1981 – 06/1983 pouze ve Vrchlabí): Nejluxusnější provedení „stopětky“ – čtveřice předních světlometů, chromované pásky okolo předního i zadního čela a chromované rámečky oken dveří. Vůz má silnější alternátor a posilovač brzd, v interiéru přibyly opěrky hlavy a samonavíjecí pásy, jiné jsou potahové látky a palubní přístrojová deska, interiérové podokenní plechy na dveřích zakryty měkkou polyuretanovou lištou.
- Škoda 105 SP (Speciální - servisní, ve výrobě 10/1982 – 07/1988 pouze ve Vrchlabí): Dvoumístný vůz pro provozovny komunálních služeb, poštu, družstva, národní podniky a podobné účely byl v základu totožný s provedením 105 S, ale za předními opěradly měl částečně zasklenou pevnou dělicí mezistěnu a za ní rovnou podlahu z dřevěných podlážek s kotevními úchyty (namísto sedaček). Zvláštností byl samostatně vyvedený odpojovač akumulátoru a prodloužená táhla omezovačů zadních dveří, které tak bylo možno otevřít téměř do pravého úhlu. Vůz byl určen výhradně pro tuzemské zákazníky, kde částečně vyplňoval mezeru ve vozovém parku mezi automobily Trabant 601 Universal a Škoda 1203 COM. Předlohou tohoto modelu byl prototyp Škoda Furgonet, který se nedostal do výroby kvůli zvolené koncepci – nákladový prostor byl nad motorovým prostorem.

Zajímavost:
Vozy Škoda 105 dodávané do Francie musely být přeznačeny na Škoda 1050 – ve Francii má totiž třímístné číselné označení vozu s nulou uprostřed chráněné automobilka Peugeot.

### Škoda 120
Motorizace 120 byla nejznámějším zástupcem typu Š 742, díky které se celé řadě obecně (a velmi nepřesně) přezdívá stodvacítky neboli stodvácy. Motor 742.12 nebo 742.12X, objem 1174 cm3, čtyřstupňová nebo pětistupňová převodovka.
S motorem 742.12:
- Škoda 120 (Standard, ve výrobě 04/1978 – 07/1983): Nejchudší provedení, v podstatě jako 105 S – od ní se lišilo jen silnějším motorem.
- Škoda 120 L (de Luxe, ve výrobě 08/1976 – 09/1988): Jde o základní a nejprodávanější model typové řady Š 742, od kterého se ostatní typy odchylovaly ve výbavě nahoru i dolů. Vybavení totožné se 105 L.
- Škoda 120 LE (de Luxe Économique, ve výrobě 10/1982 – 07/1983): Méně žíznivé provedení 120 L má delší převod 4. rychlostního stupně a v rozvodovce rychlejší převod 3,90 namísto standardního 4,22. Uplatnilo se zejména na dálnicích (v podstatě si ho mladoboleslavští postavili pro sebe). Určeno výhradně pro tuzemské spotřebitele.
- Škoda 120 GL (Grand de Luxe, ve výrobě 08/1984 – 11/1988): Motoricky a podvozkem jde o slabší 120 L, ale s výbavou 120 GLS.

S motorem 742.12X:
- Škoda 120 LS (de Luxe Super, ve výrobě 08/1976 – 07/1987): Luxusnější provedení verze 120 L, před faceliftem na první pohled rozeznatelné podle čtveřice hlavních světlometů (namísto dvojice u ostatních typů) a chromovaných rámečků bočních oken, obdobně jako 105 GL oproti 105 L. V kabině přibyl například otáčkoměr a opěrky hlavy, později i jiná palubní deska, podstatným rozdílem je silněji naladěný motor a vyhřívané zadní sklo.
- Škoda 120 GLS (Grand de Luxe Super, ve výrobě 12/1976 – 04/1987): Nejluxusnější provedení, odvozené z verze LS, výbavou podobné se 105 GL (opěrky hlavy, jiné výplně dveří aj.), od roku 1981 nová palubní deska, od roku 1985 pětistupňová převodovka a úhlová kyvadlová zadní náprava.
- Škoda 120 LX (de Luxe, ve výrobě 08/1984 – 04/1987): Opačná kombinace než 120 GL, tj. běžná verze výbavy, ale na silnějším podvozku 120 LS s pětistupňovou převodovkou a úhlovou kyvadlovou zadní nápravou.

### Škoda 125
Motorizace 125 byla pouze administrativní – je možné, že šlo o trik, aby se AZNP vyhnuly úřední cenové sankci dvanáct let starého typu. Motor 742.12, objem 1174 cm3, pětistupňová převodovka. Označení 125 tak neznamená větší objem motoru, ale poukazuje spíše na přítomnost standardně montované pětistupňové převodovky. 
- Škoda 125 L (de Luxe, ve výrobě 10/1988 – 01/1990): Nepatrně modernizovaná verze 120 L. Výroba probíhala souběžně s vozy nové typové řady Škoda 781 (Favorit), jejichž produkce v té době ještě zcela nepokryla kapacitu výrobních a montážních linek. Pravděpodobně 4. ledna 1990 tento typ uzavřel výrobu vozů s motorem vzadu v Mladé Boleslavi.

### Škoda 130
Motorizace 130 přišla do výroby jako silnější verze modifikace 120 LS. Motor 742.13, objem 1289 cm³, pětistupňová převodovka, zadní úhlová vlečená náprava a čtyřpístkové brzdy předních kol.
- Škoda 130 L (de Luxe, ve výrobě 08/1984 – 07/1988): Základní provedení „stotřicítky“ vybavením odpovídalo 120 LS.
- Škoda 130 GL (Grand de Luxe, ve výrobě 08/1986 – 07/1988): Luxusnější provedení, které vybavením odpovídalo 120 GLS.

### Škoda 135
Motorizace 135 přišla do výroby jako rekonstruovaná verze motorizace 130, uzpůsobená pro benzín BA 90 (snížený kompresní poměr). Motor 742.135 o objemu 1289 cm³ byl s drobnými úpravami převzat ze Škody Favorit 135, od starého motoru 742.13 se lišil osmikanálovou hliníkovou hlavou s tvrzenými sedly, která umožňovala spalovat bezolovnatý benzín, a mohl být vybaven katalyzátorem.
- Škoda 135 L (de Luxe, ve výrobě 04/1987 – 12/1989): Základní provedení „stopětatřicítky“ vybavením odpovídalo 130 L.
- Škoda 135 GL (Grand de Luxe, ve výrobě 04/1987 – 01/1990): Luxusnější provedení, výbavou odpovídalo 130 GL.
- Škoda 135 GLi (Grand de Luxe, injection, ve výrobě 09/1988 – 10/1989): Exportní verze se vstřikováním Bendix.

### Škoda 136
Motorizace 136 přišla do výroby jako rekonstruovaná verze motorizace 130. Motor 742.136 o objemu 1289 cm³ byl s drobnými úpravami převzat ze Škody Favorit 136, od starého motoru 742.13 se lišil osmikanálovou hliníkovou hlavou s tvrzenými sedly, která umožňovala spalovat bezolovnatý benzín, a mohl být vybaven katalyzátorem.
- Škoda 136 L (de Luxe, ve výrobě 04/1987 – 12/1989): Základní provedení „stošestatřicítky“ vybavením odpovídalo 130 L.
- Škoda 136 GL (Grand de Luxe, ve výrobě 04/1987 – 01/1990): Luxusnější provedení, výbavou odpovídalo 130 GL. Tento typ byl nejvýkonnějším a nejluxusnějším sériově vyráběným provedením celé typové řady Škoda 742.

## Galerie

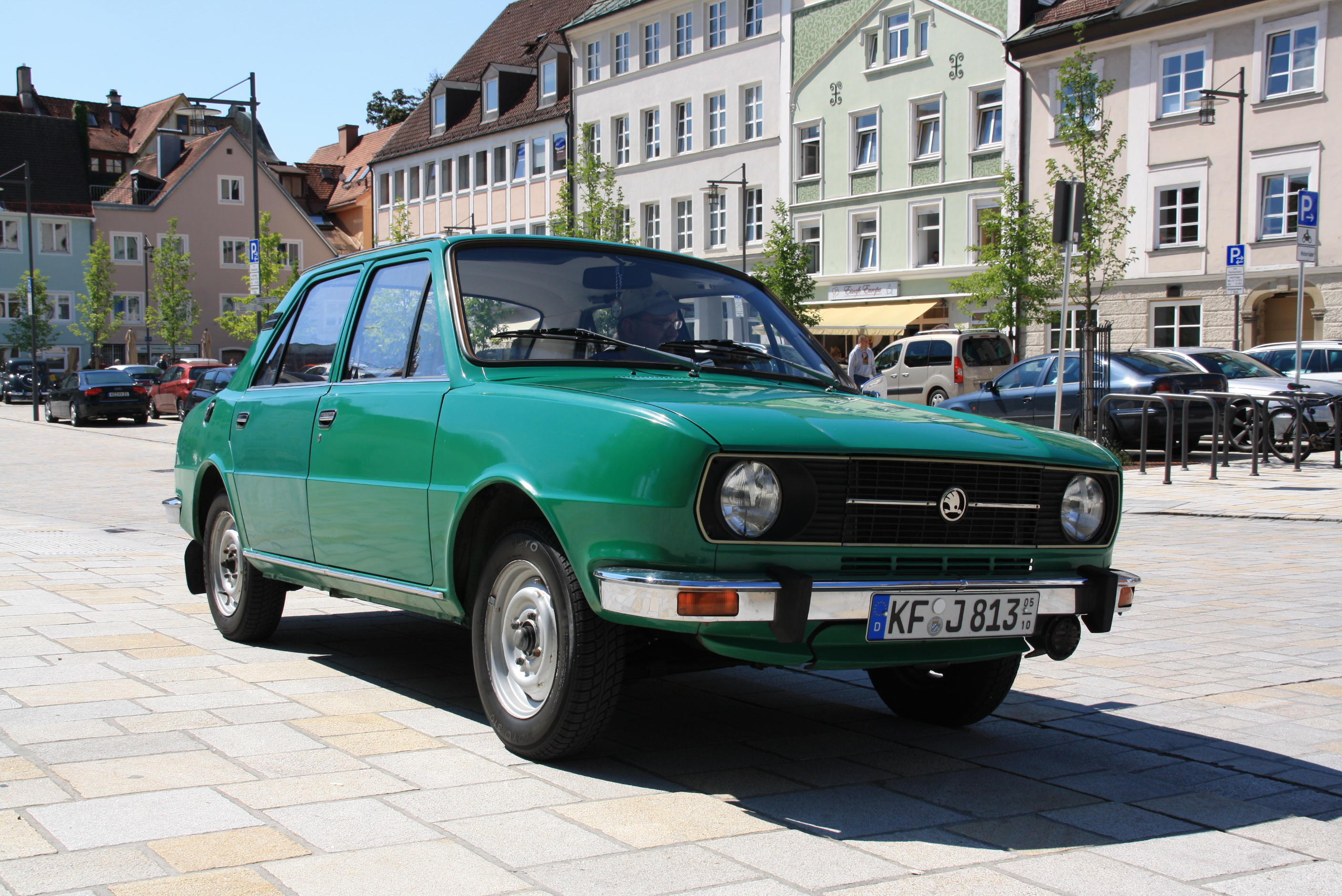
Škoda 105 L, model 1976 až 1979
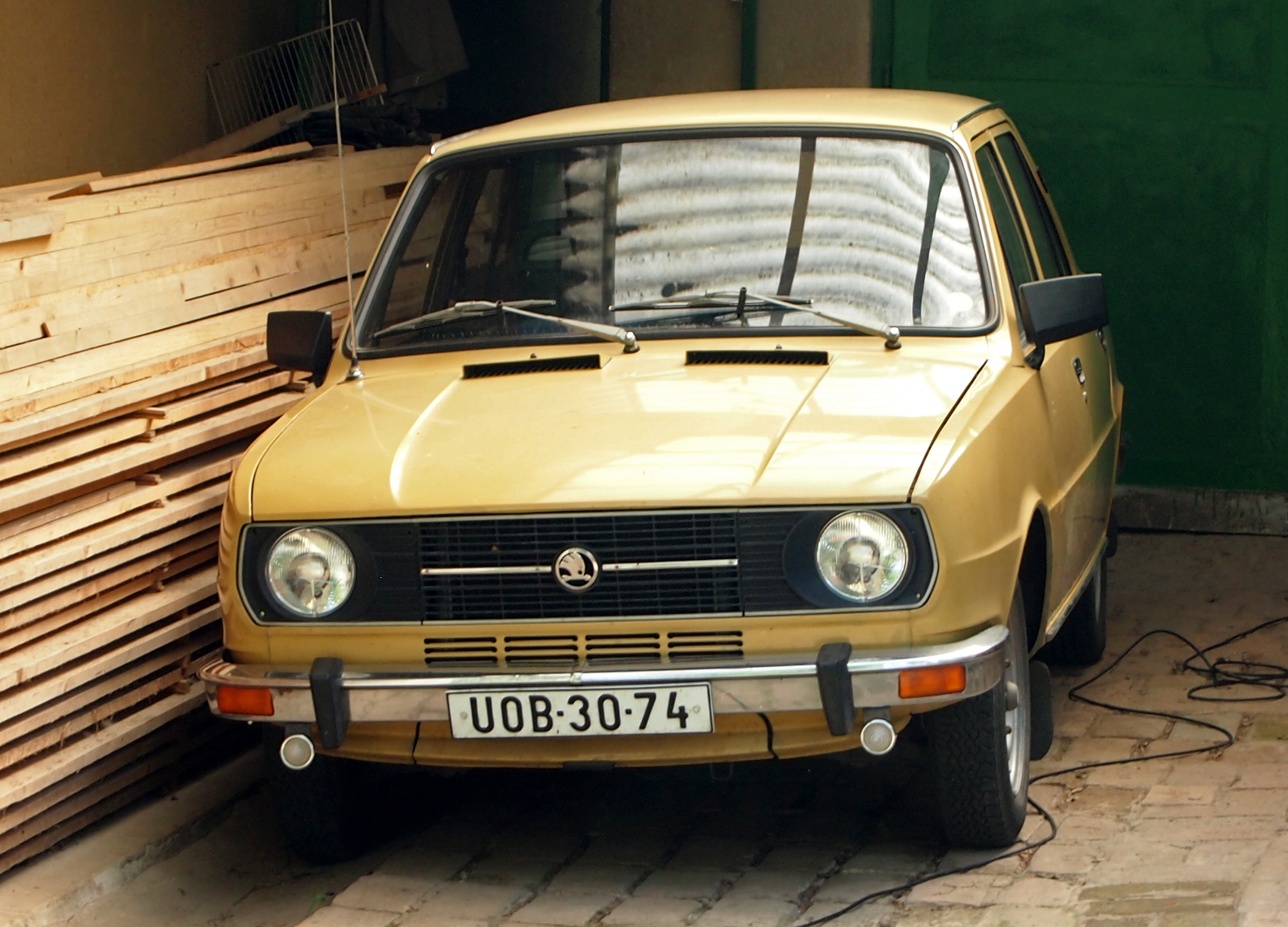
Škoda 105 L, model 1976 až 1979
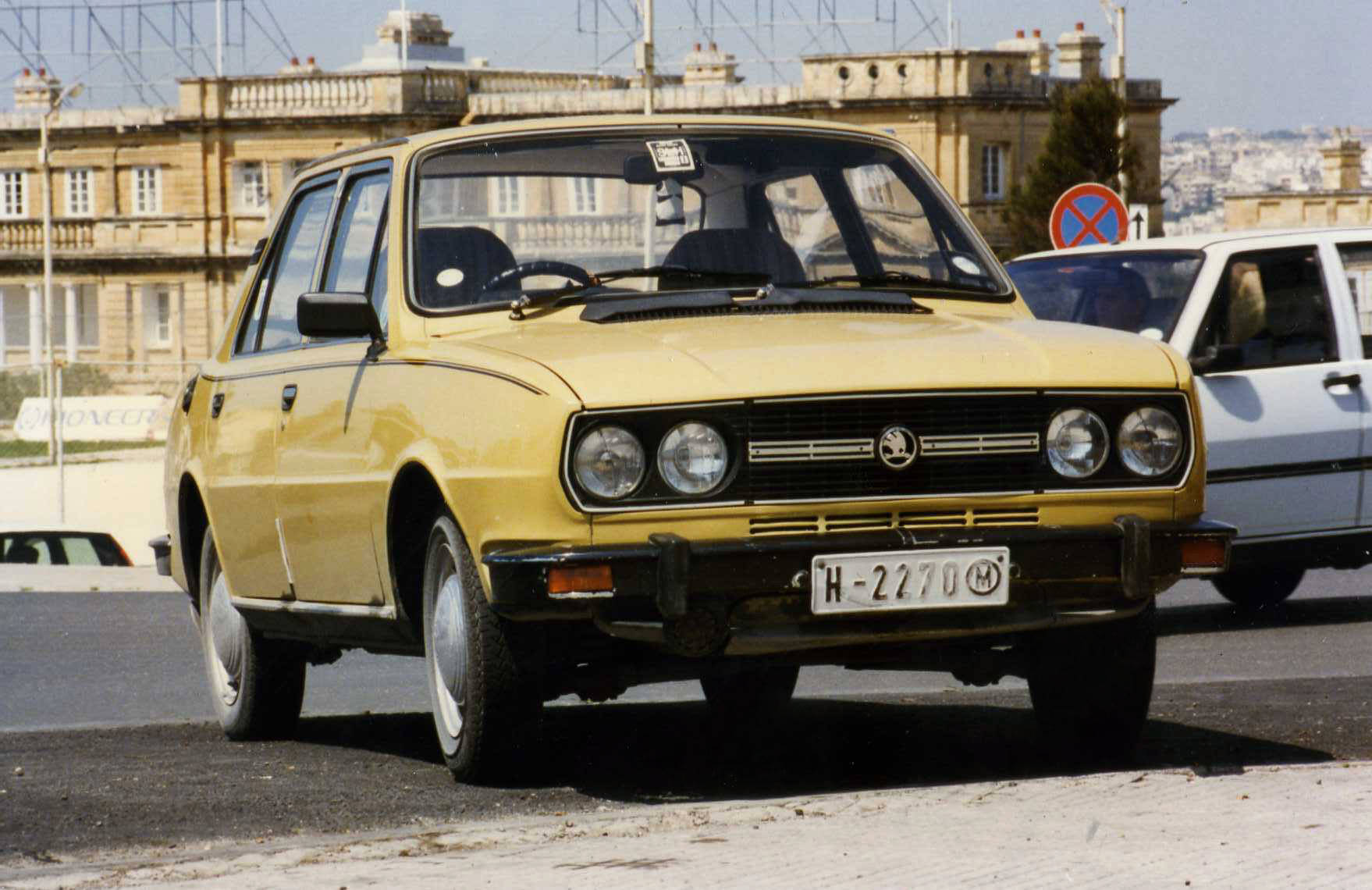
Škoda 120 LS, model 1976 až 1979
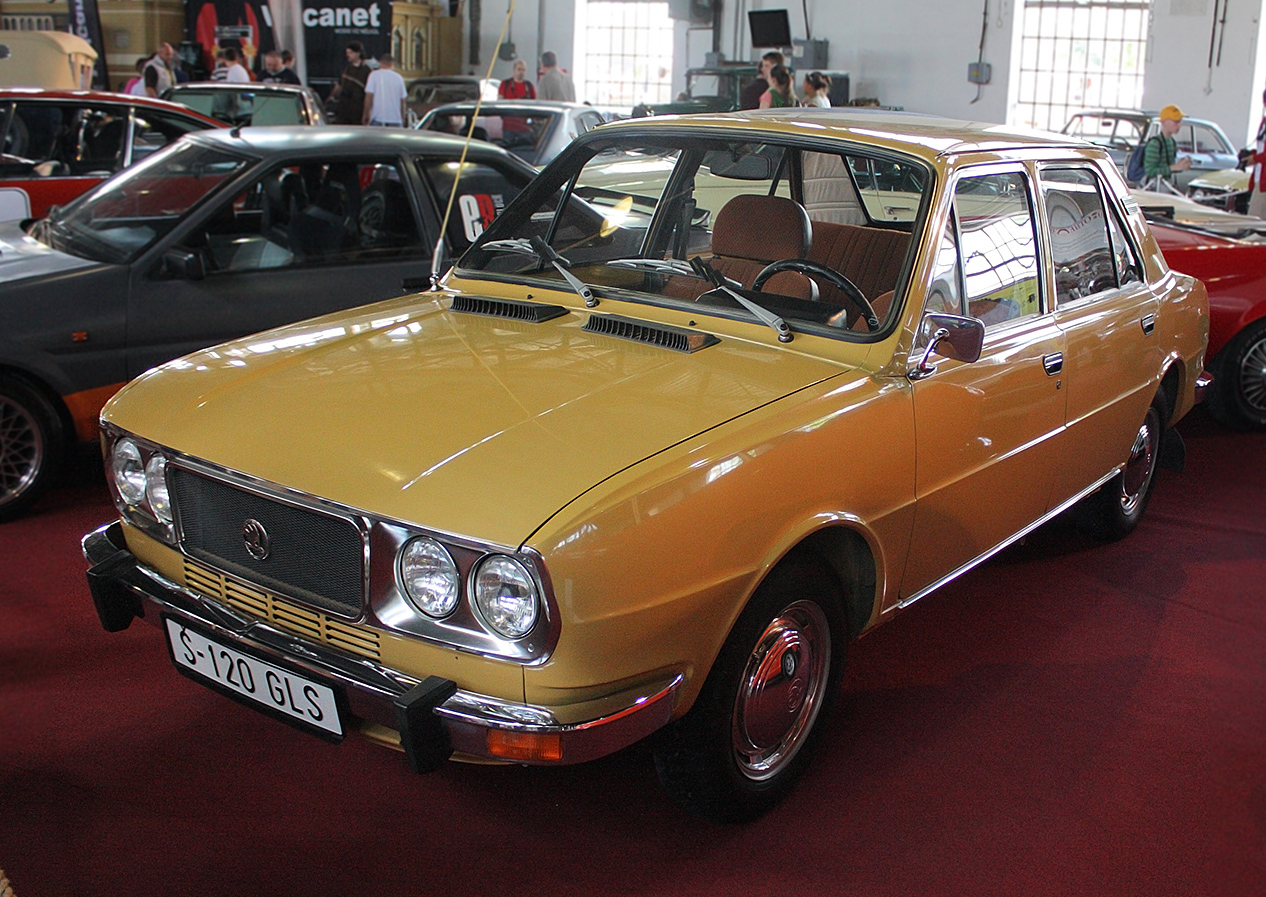
Škoda 120 GLS, model 1976 až 1978
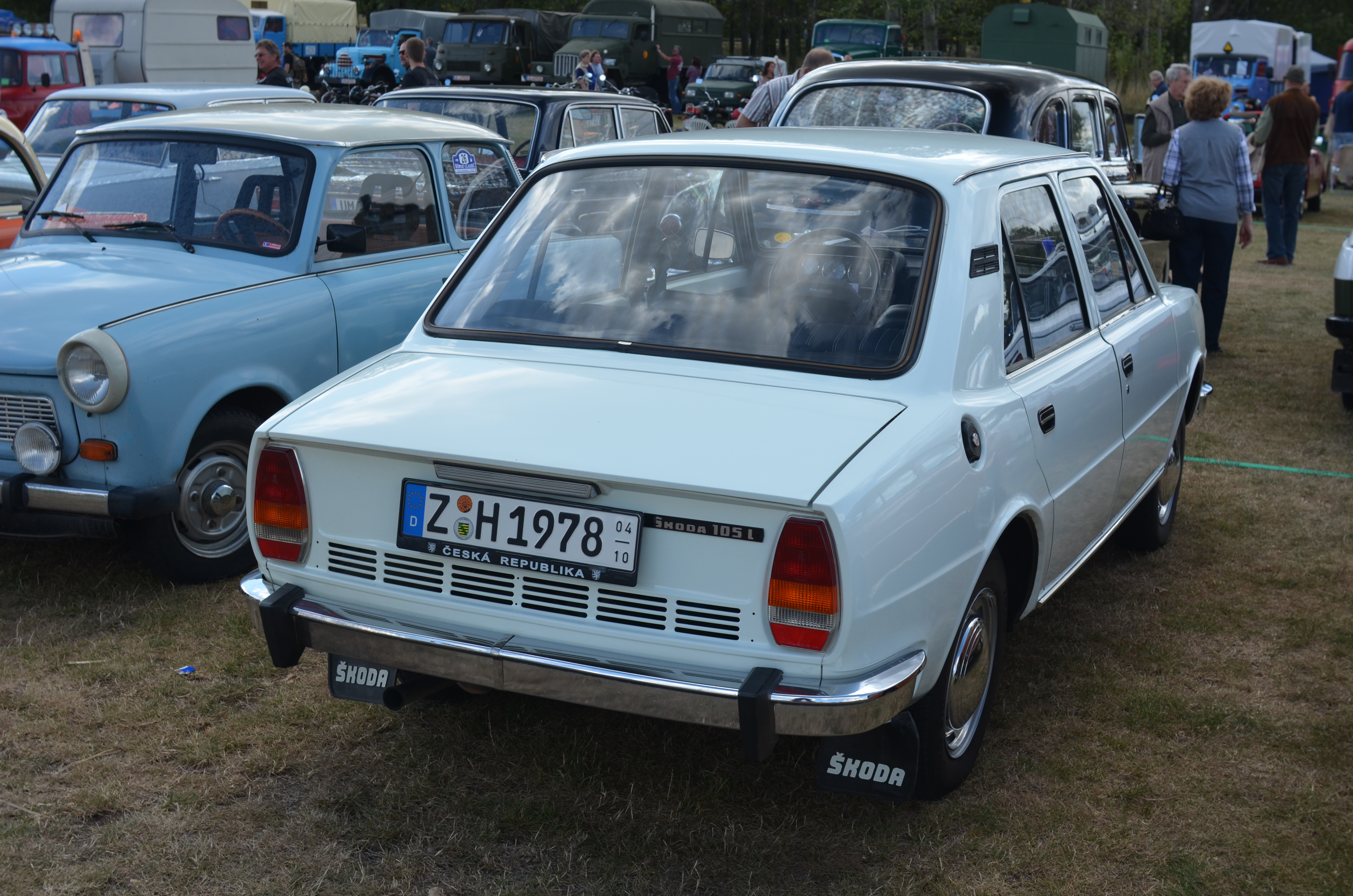
Škoda 105 L, model 1976 a 1977
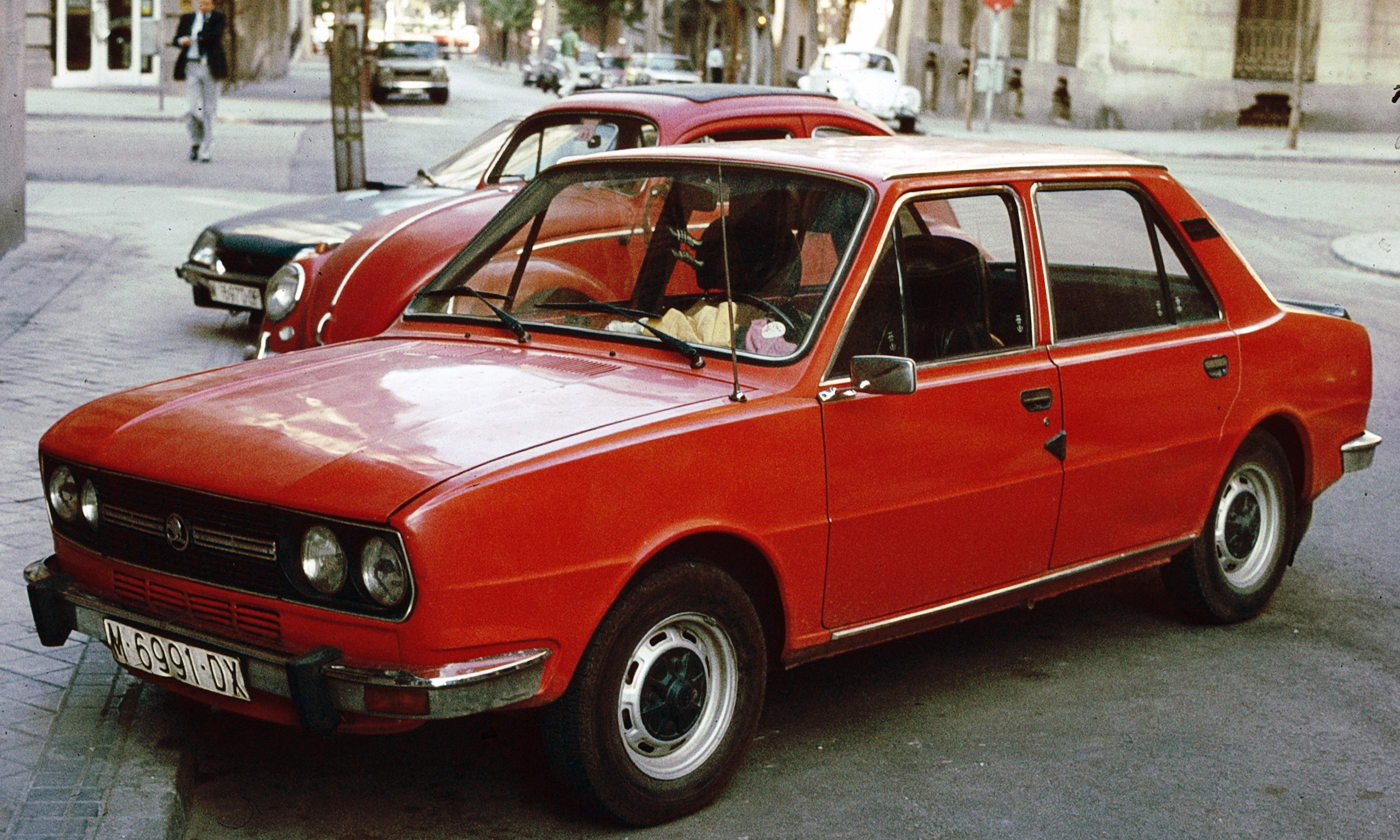
Škoda 120 LS, model 1980
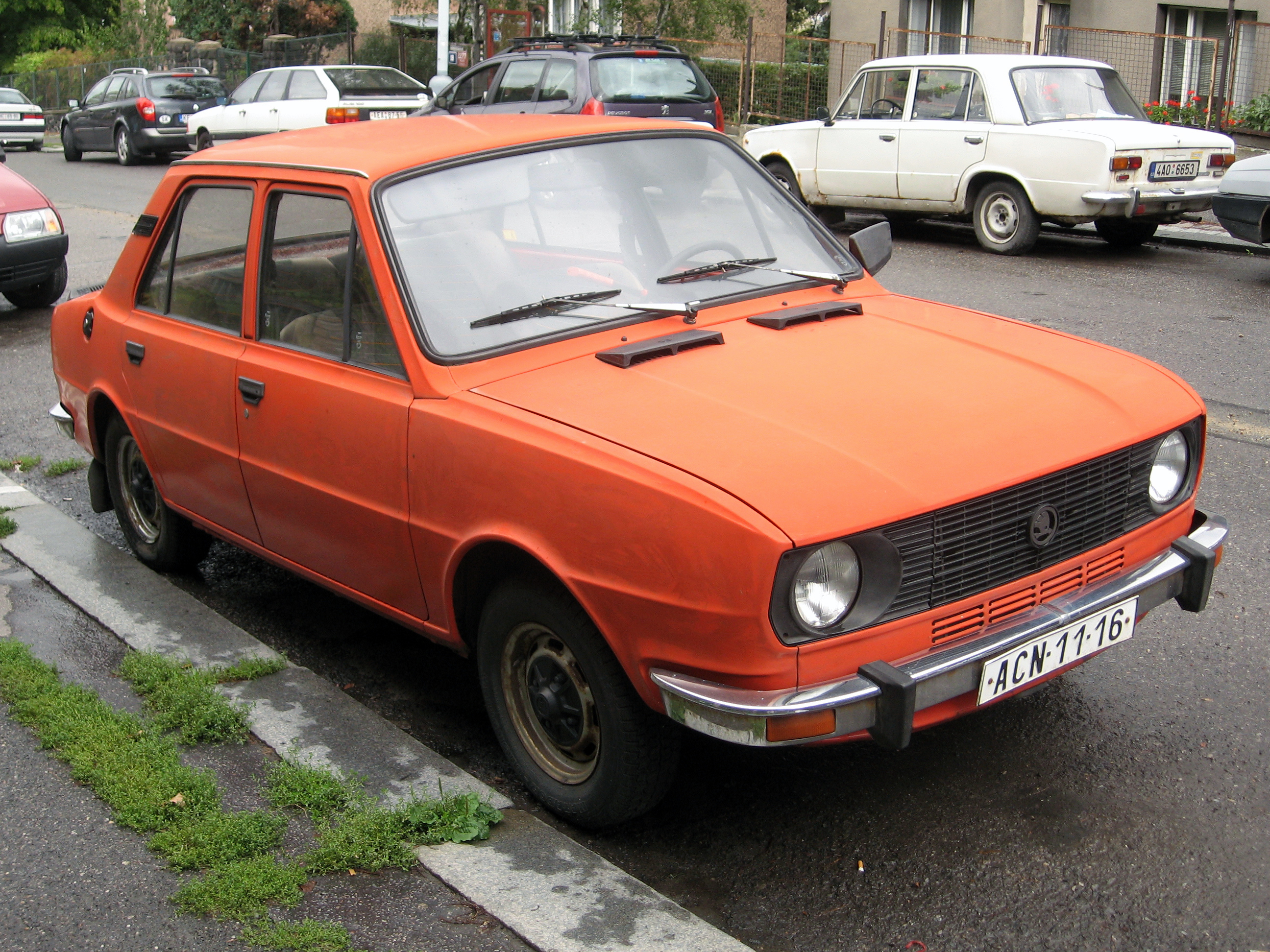
Modifikace Standard, model 1981
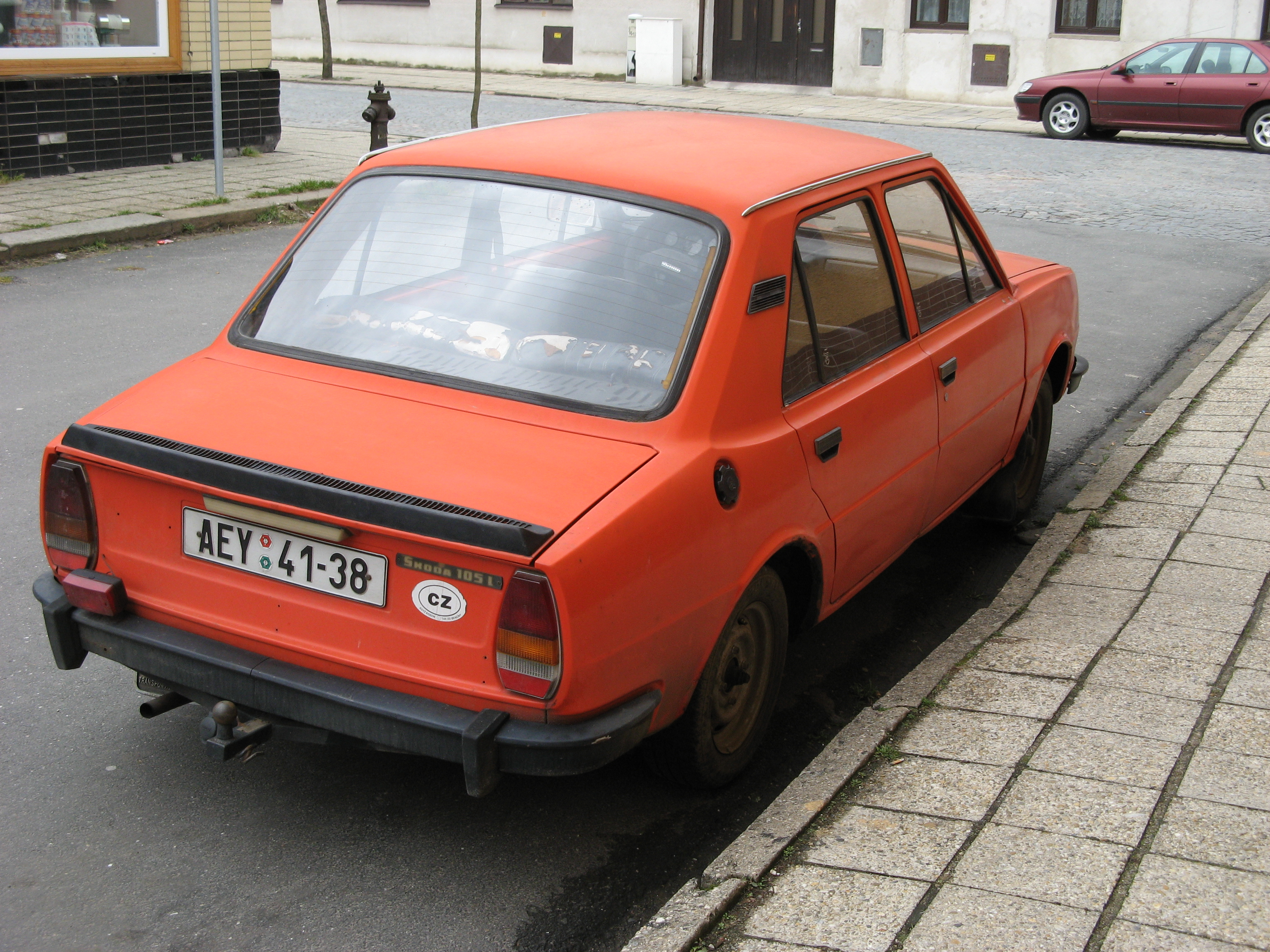
Škoda 105 L, model 1982
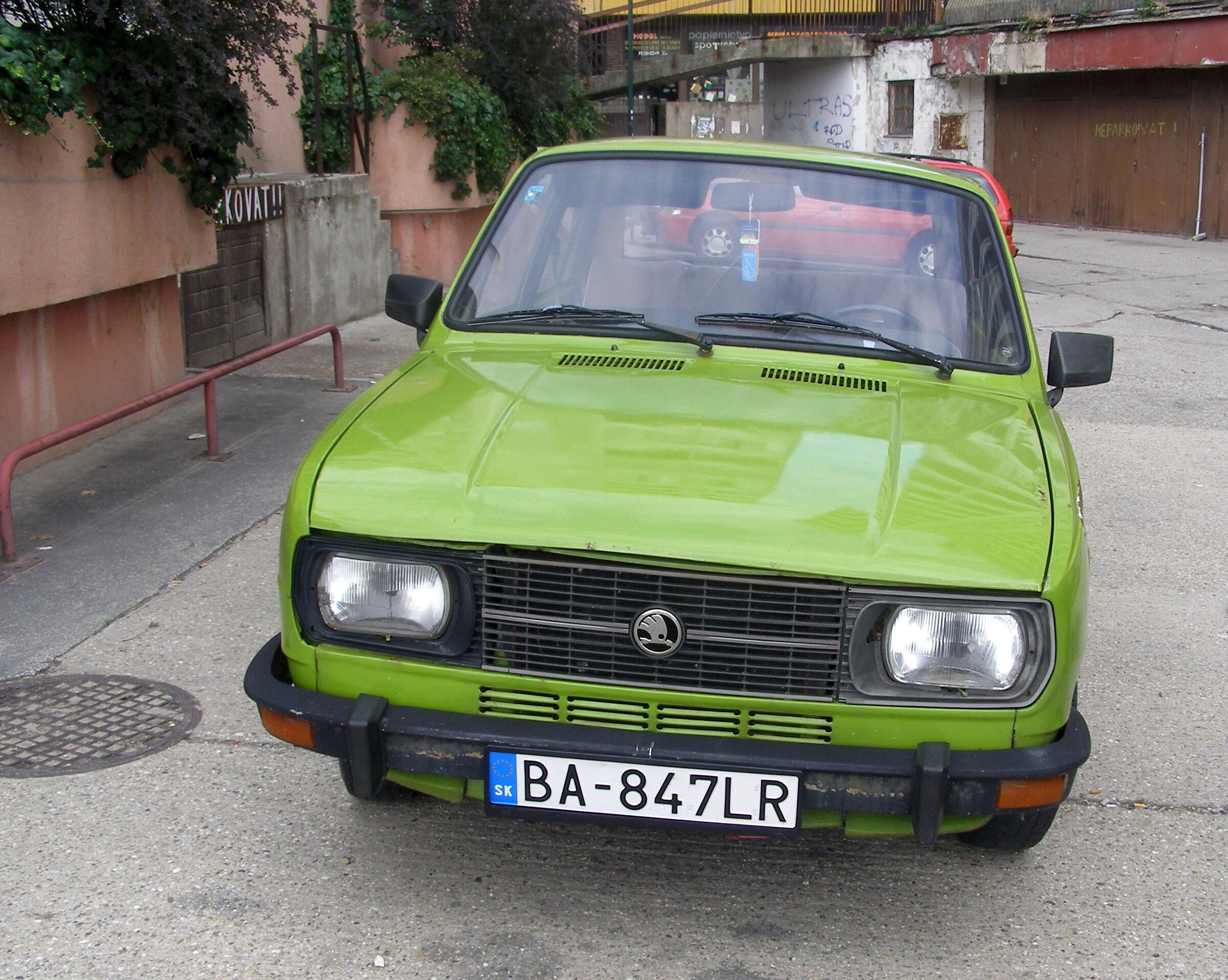
Modifikace de Luxe, model 1982
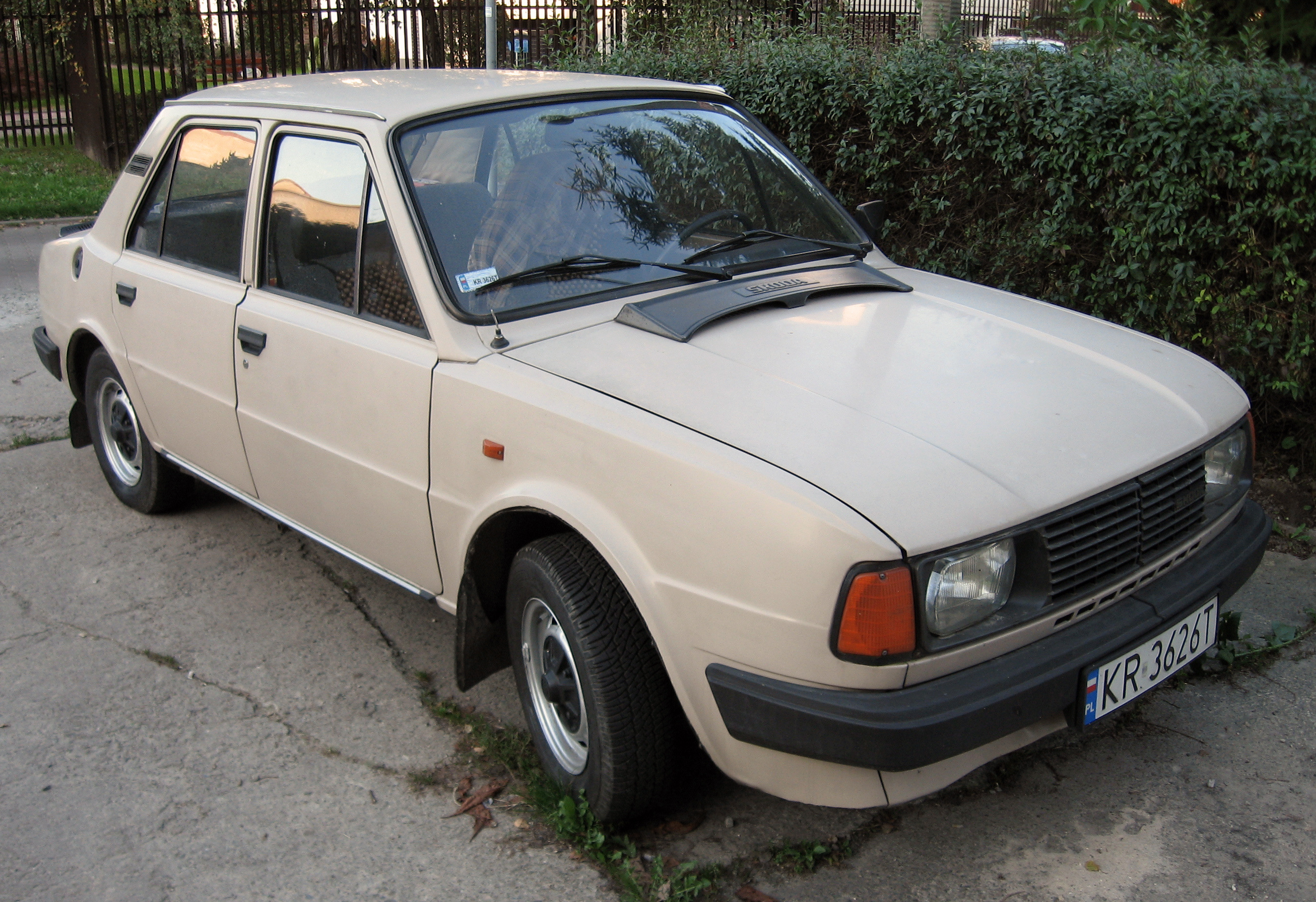
Modifikace Standard a de Luxe, model 1983
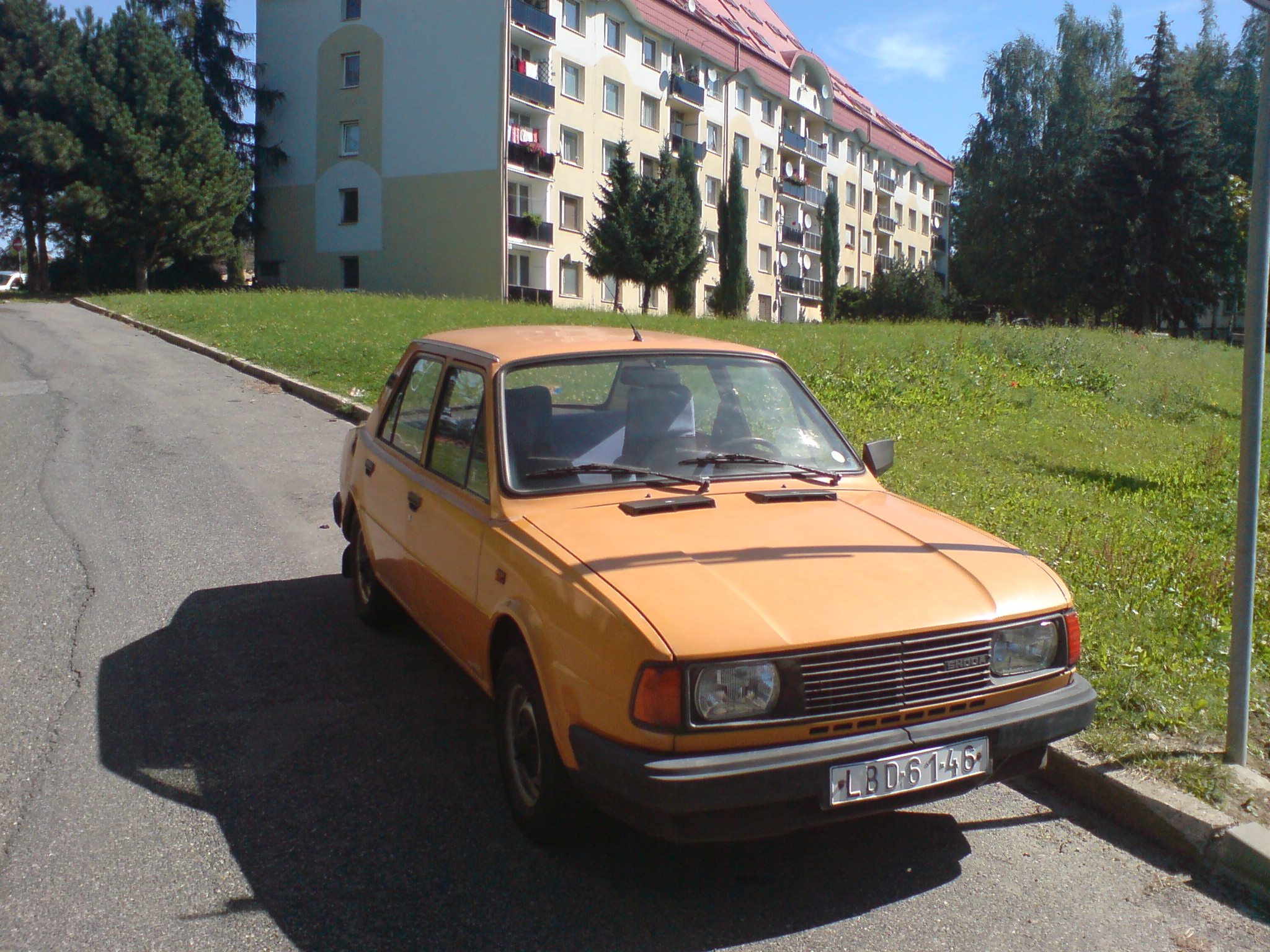
Modifikace Standard a de Luxe, model 1984 a 1985
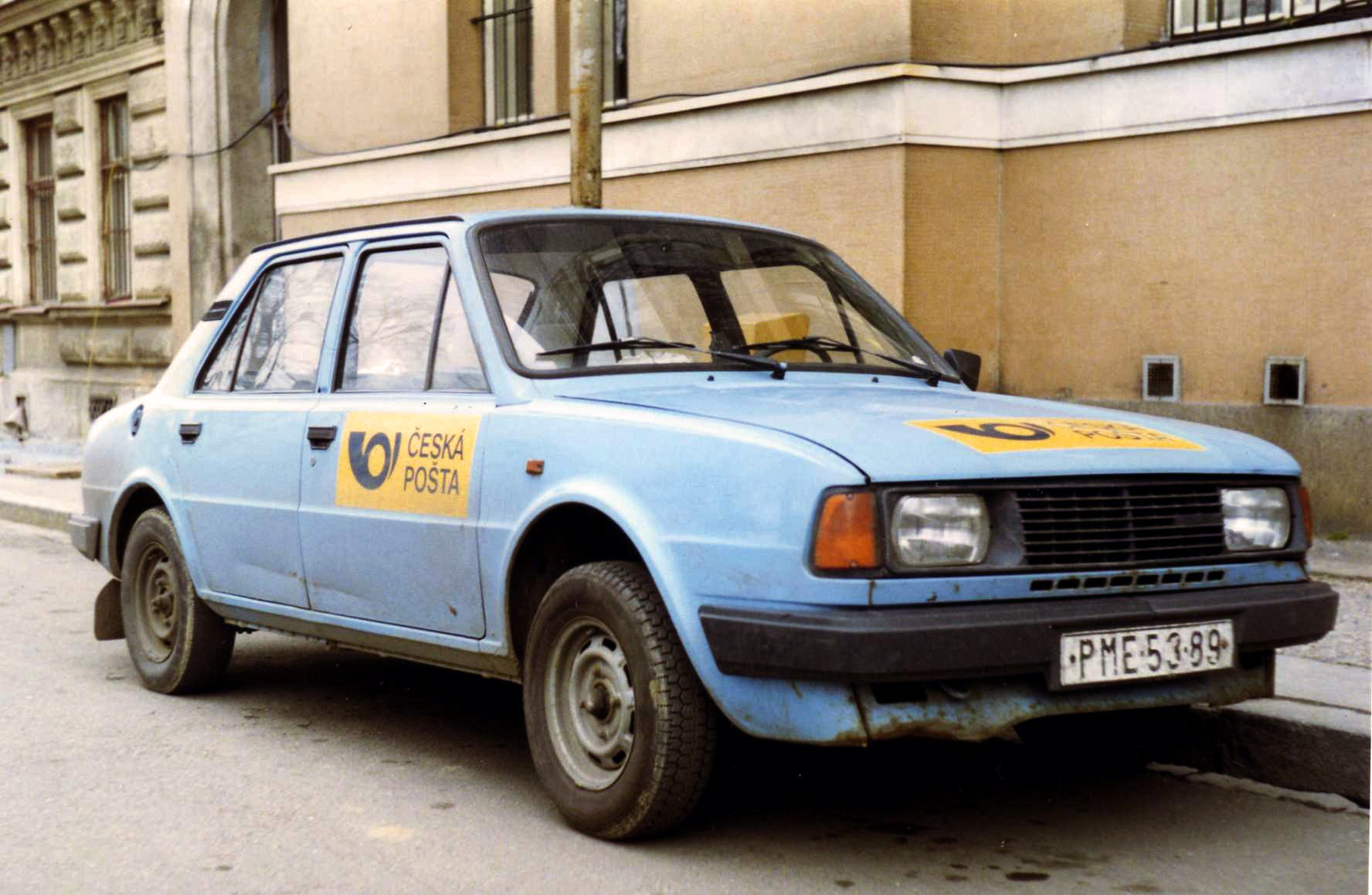
Škoda 105 S České pošty, model 1984–85
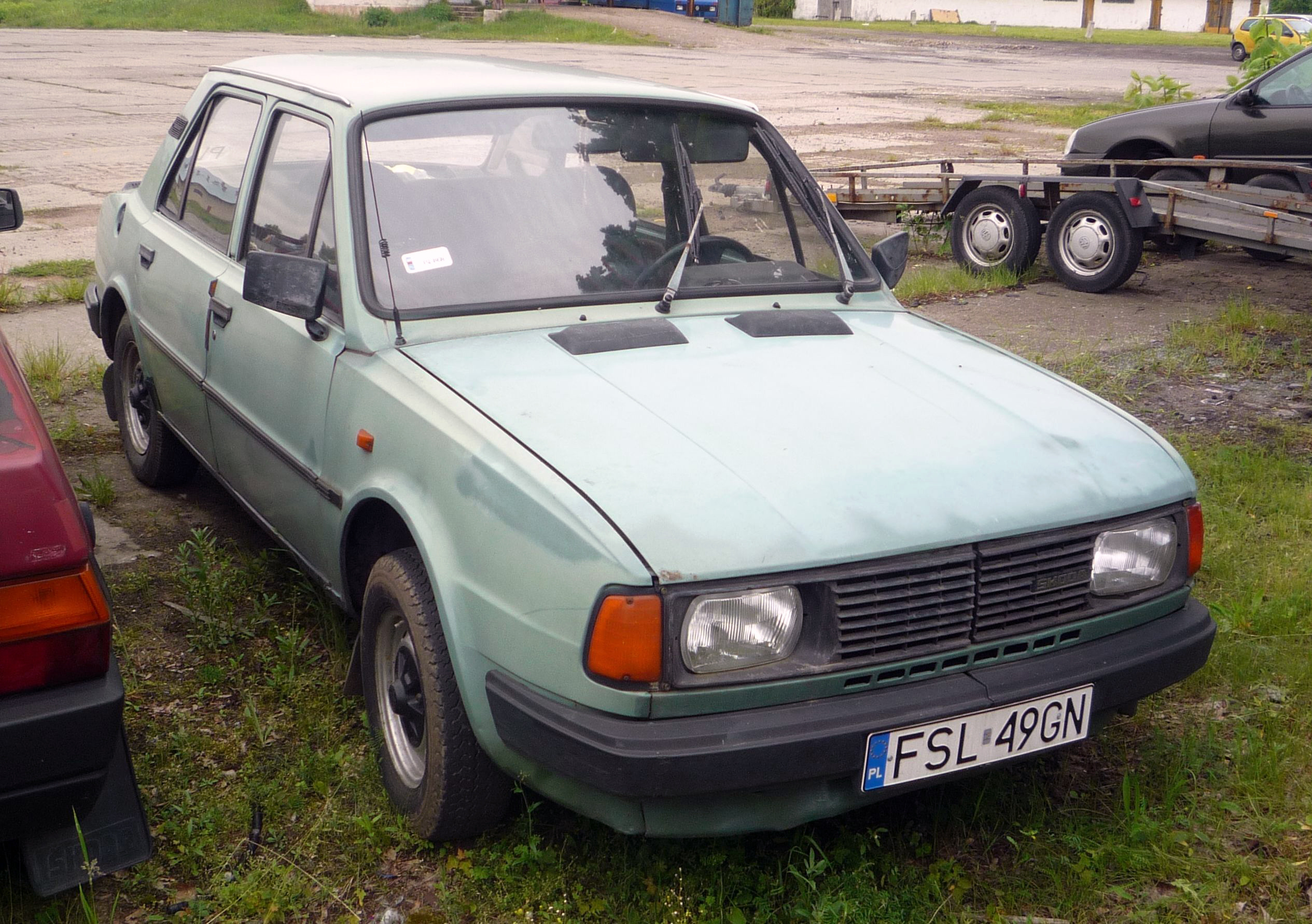
Škoda 105 L, model 1986
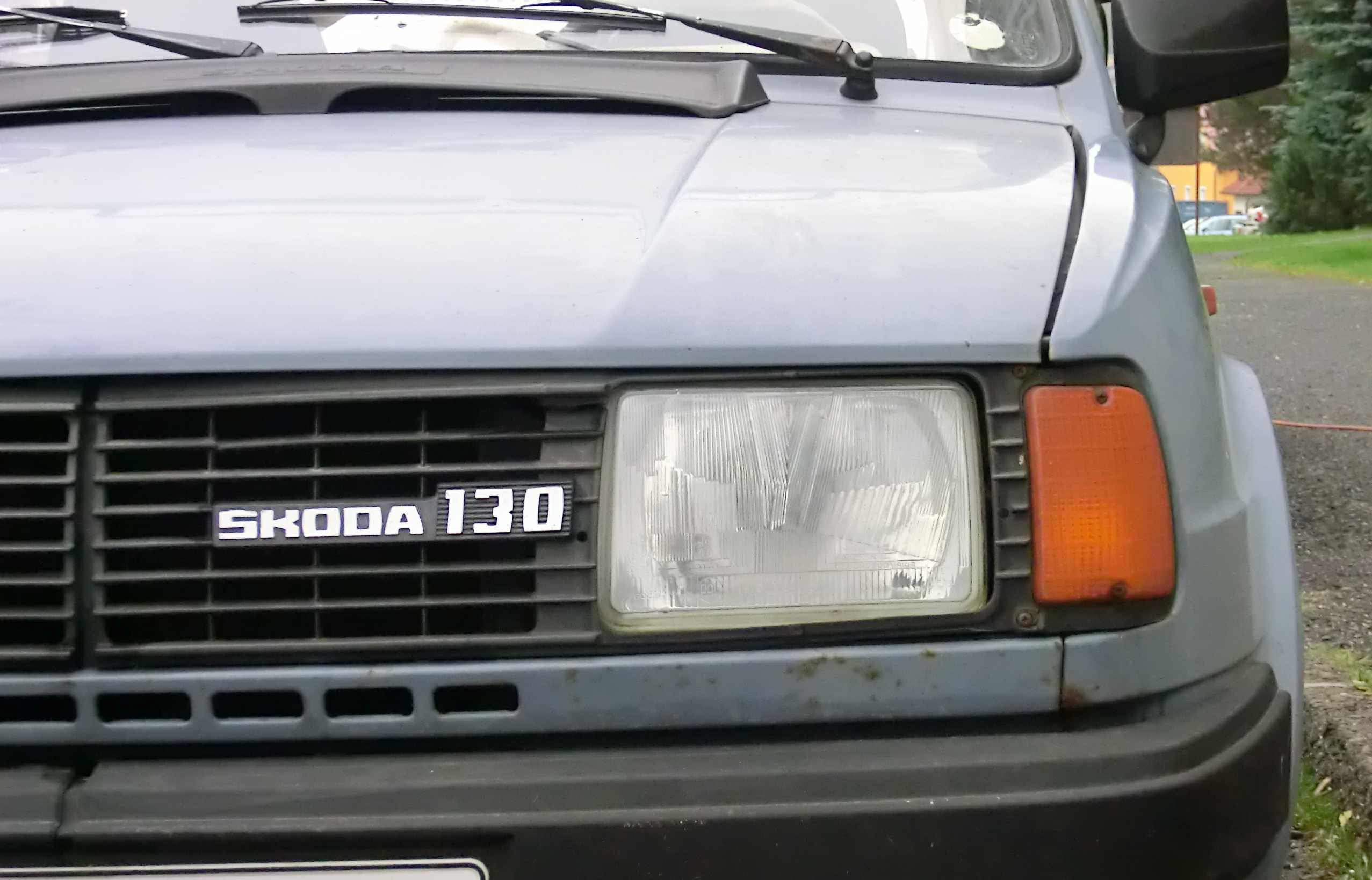
Motorizace 130, model 1985 až 1987
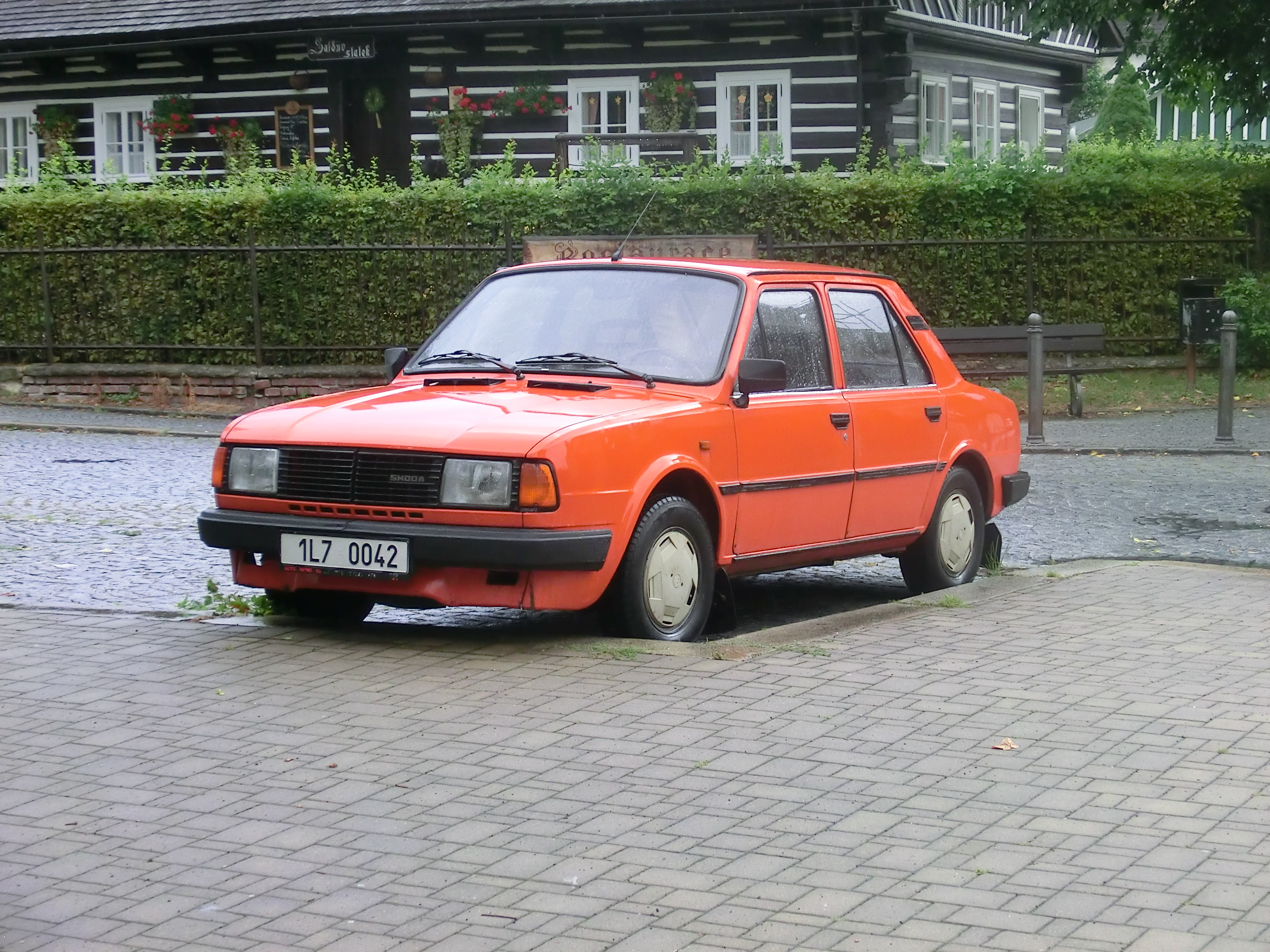
Škoda 120 GLS, model 1985 a 1986
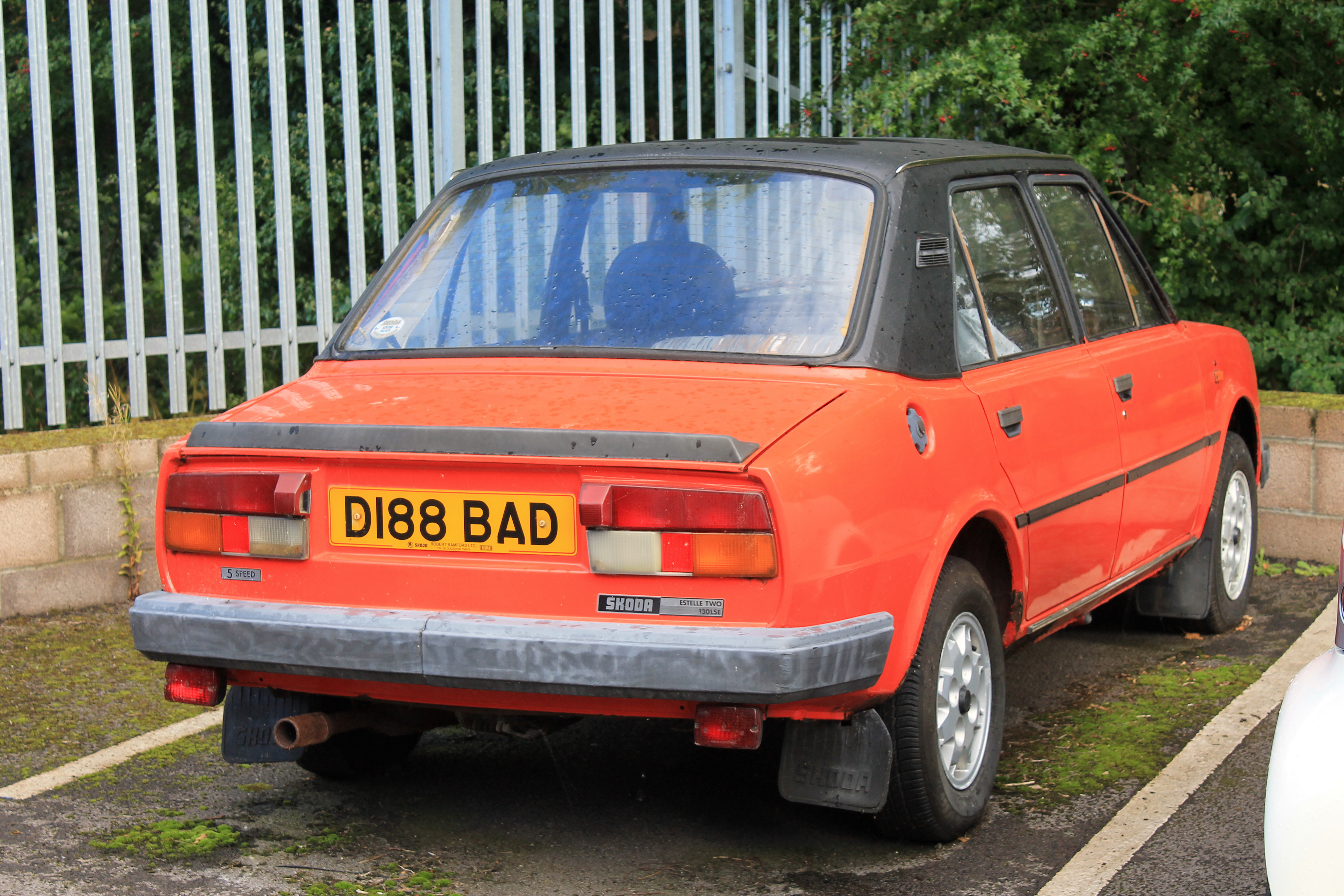
Škoda Estelle Two 130 LSE (1986)
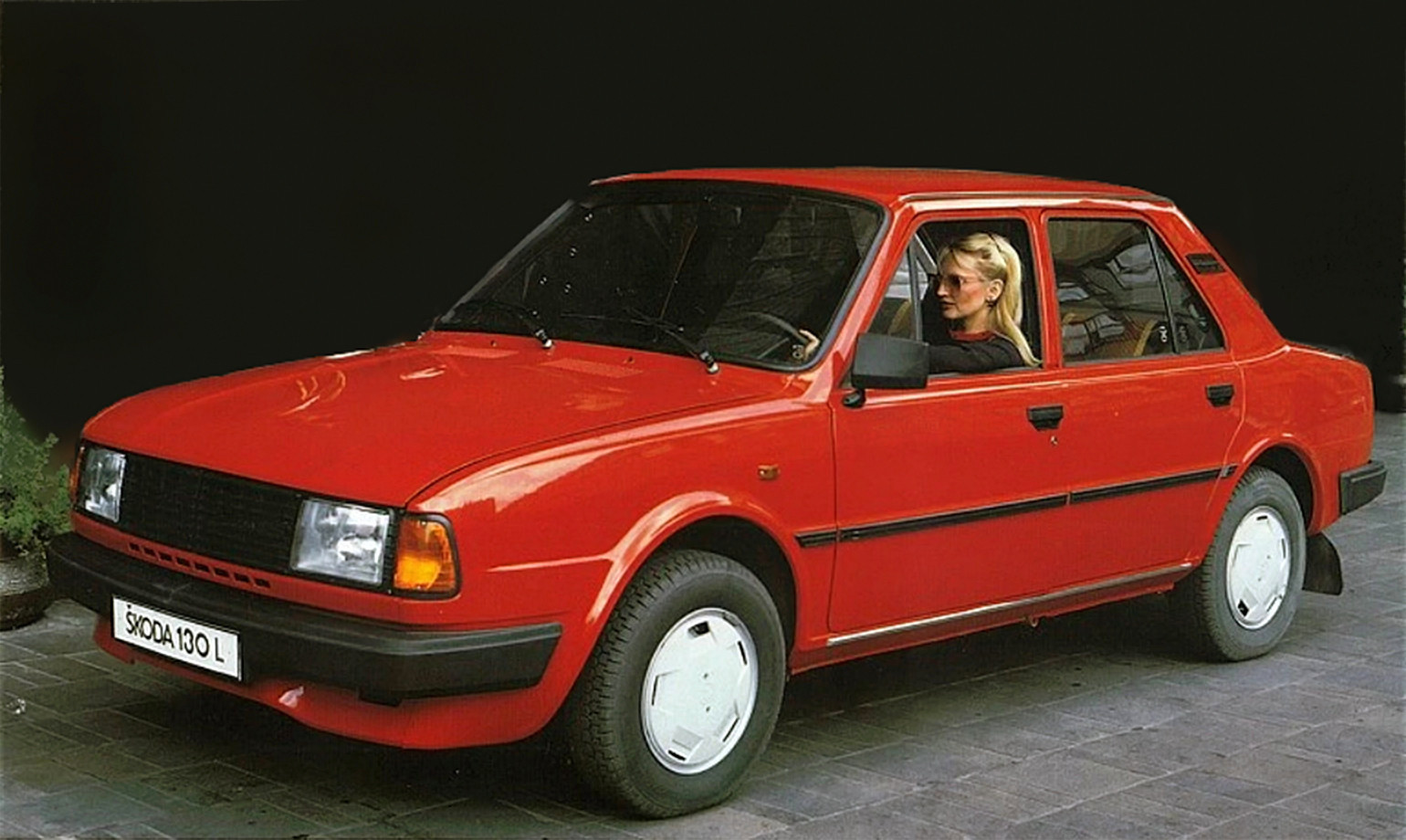
Škoda 130 GL, model 1986 a 1987
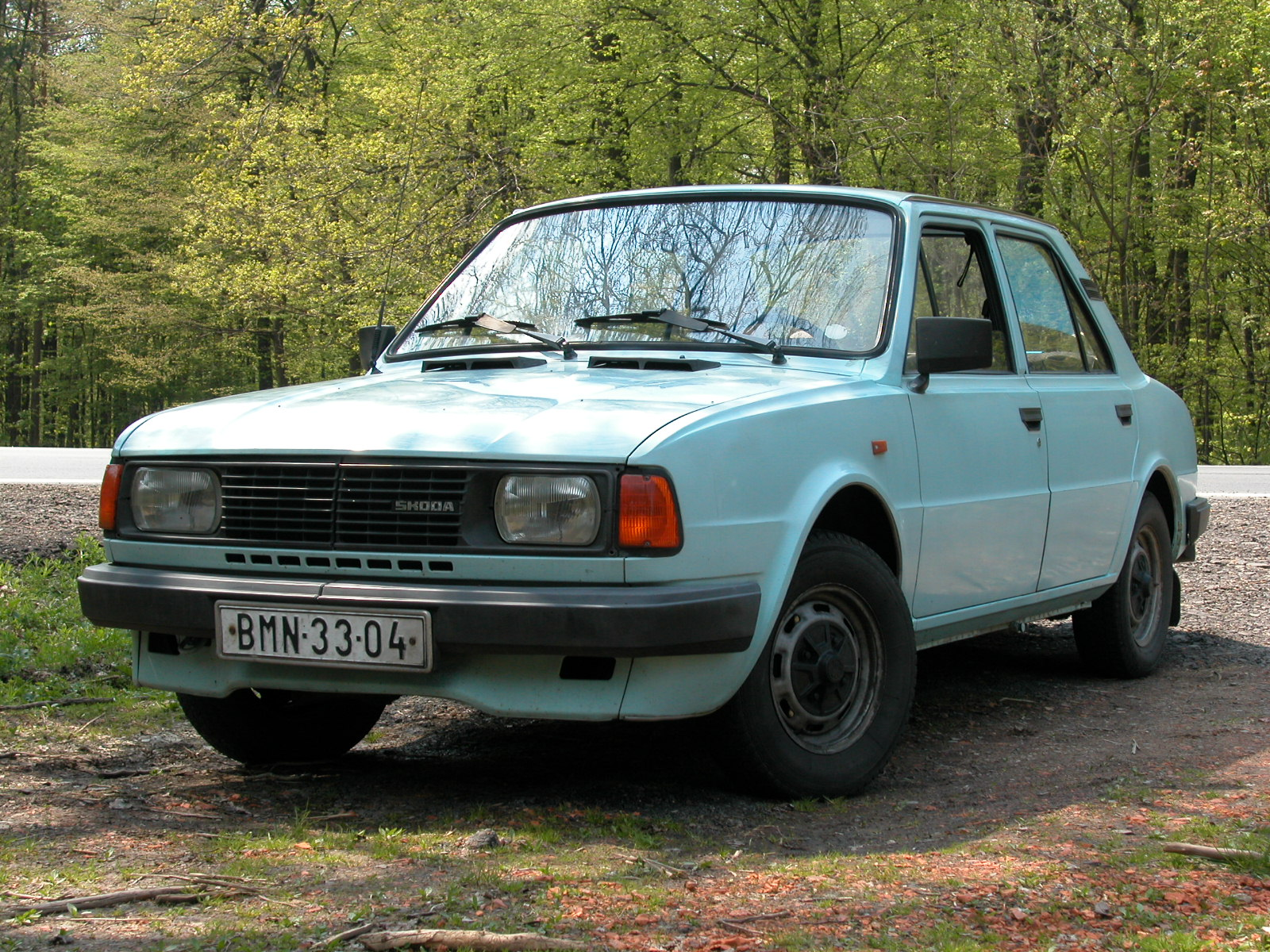
Škoda 105 L, model 1987
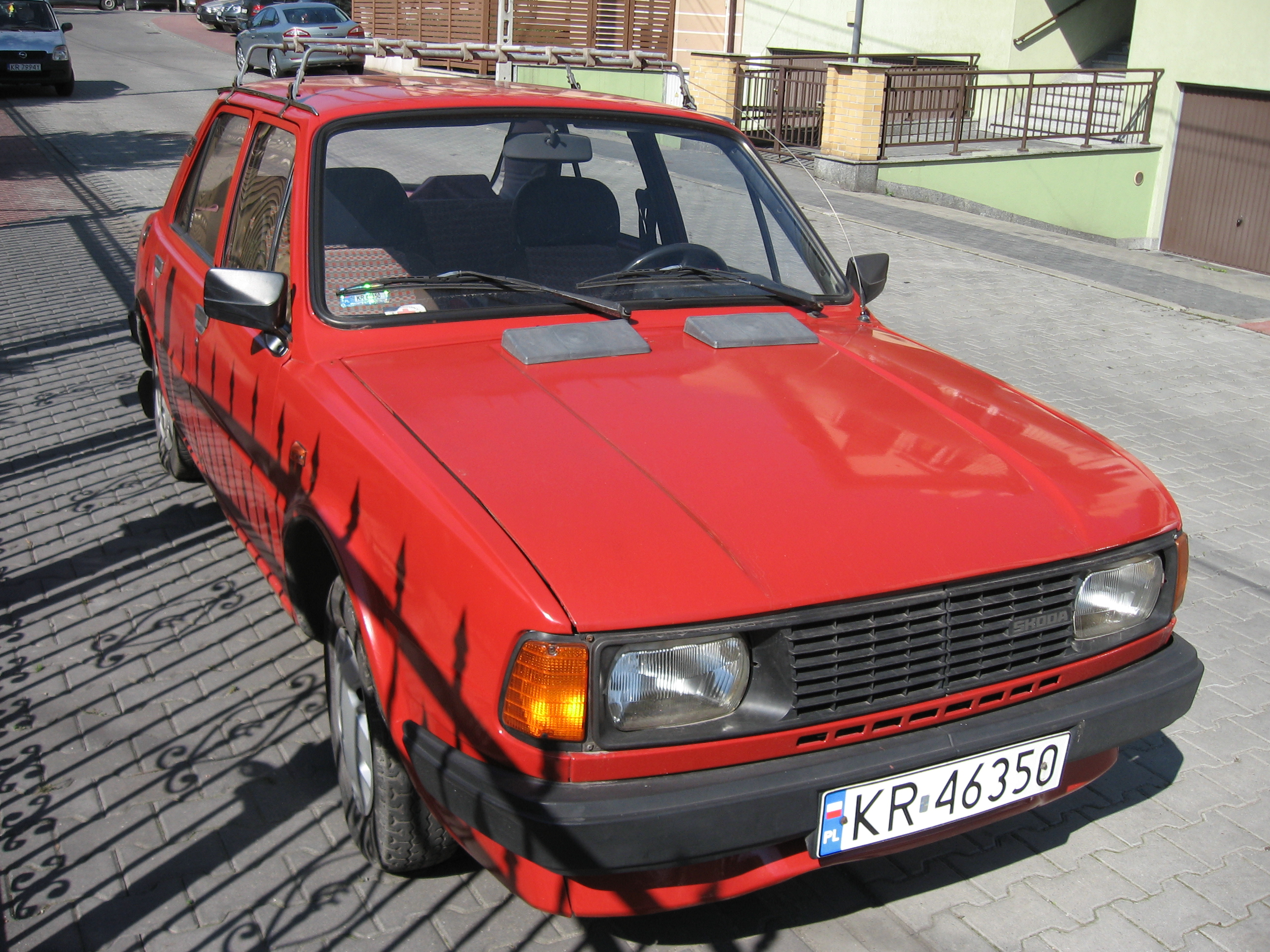
Škoda 105 L, model 1987 (Poklice nejsou původní.)
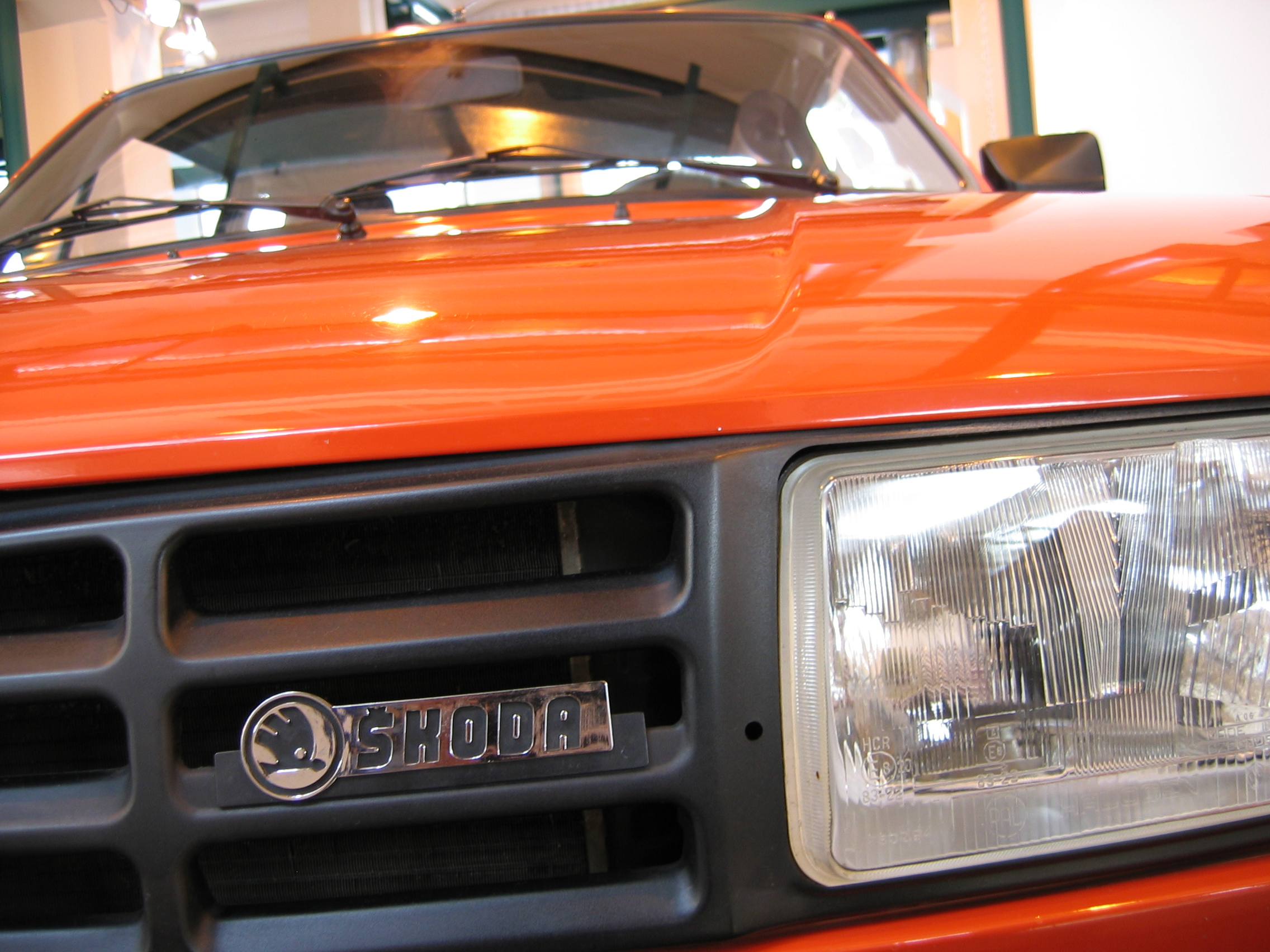
Škoda 120 L / 125 L, model 1988 a 1989
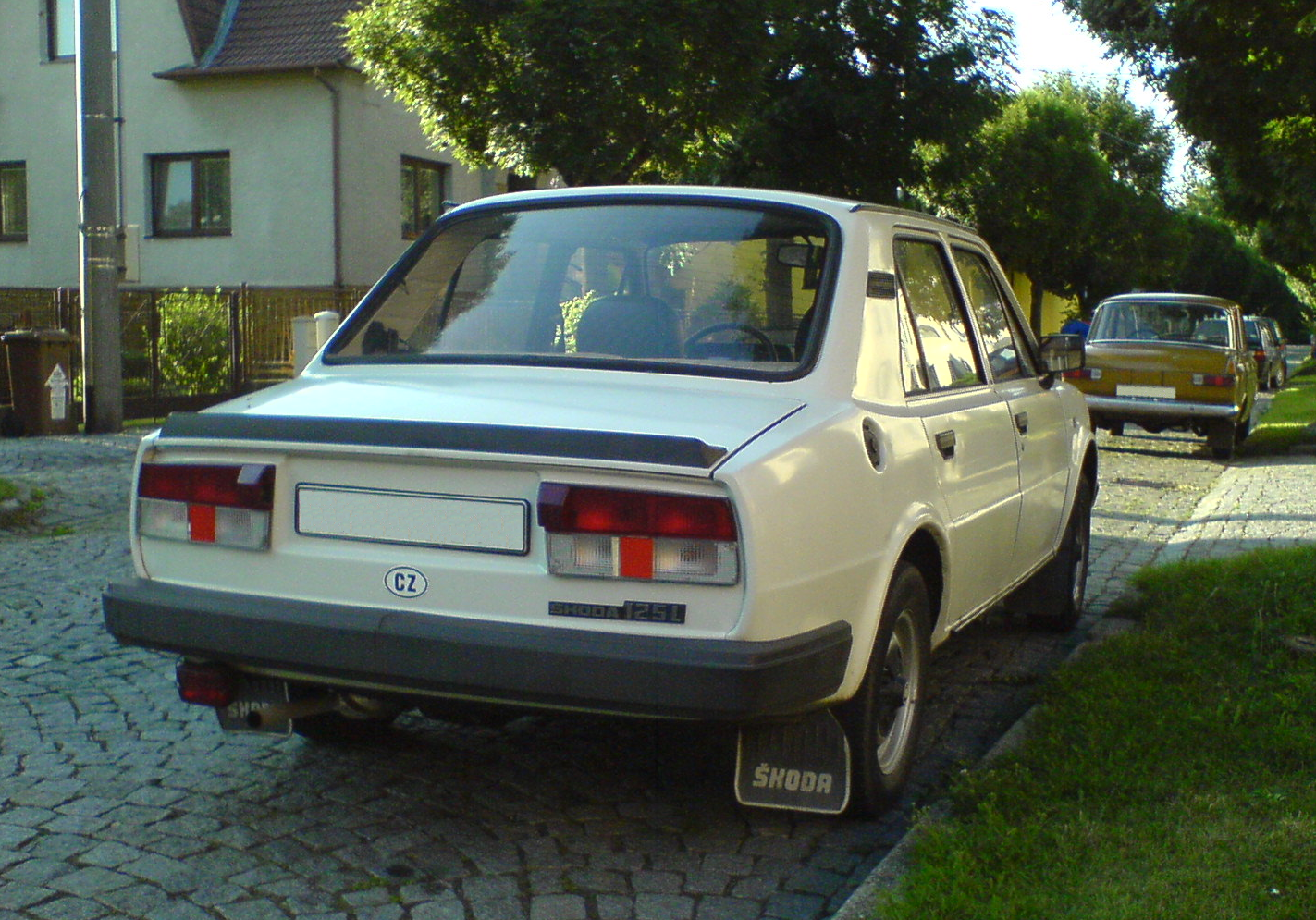
Škoda 125 L, model 1988 a 1989 (Čiré blikače ve skupinovém světle nejsou původní.)
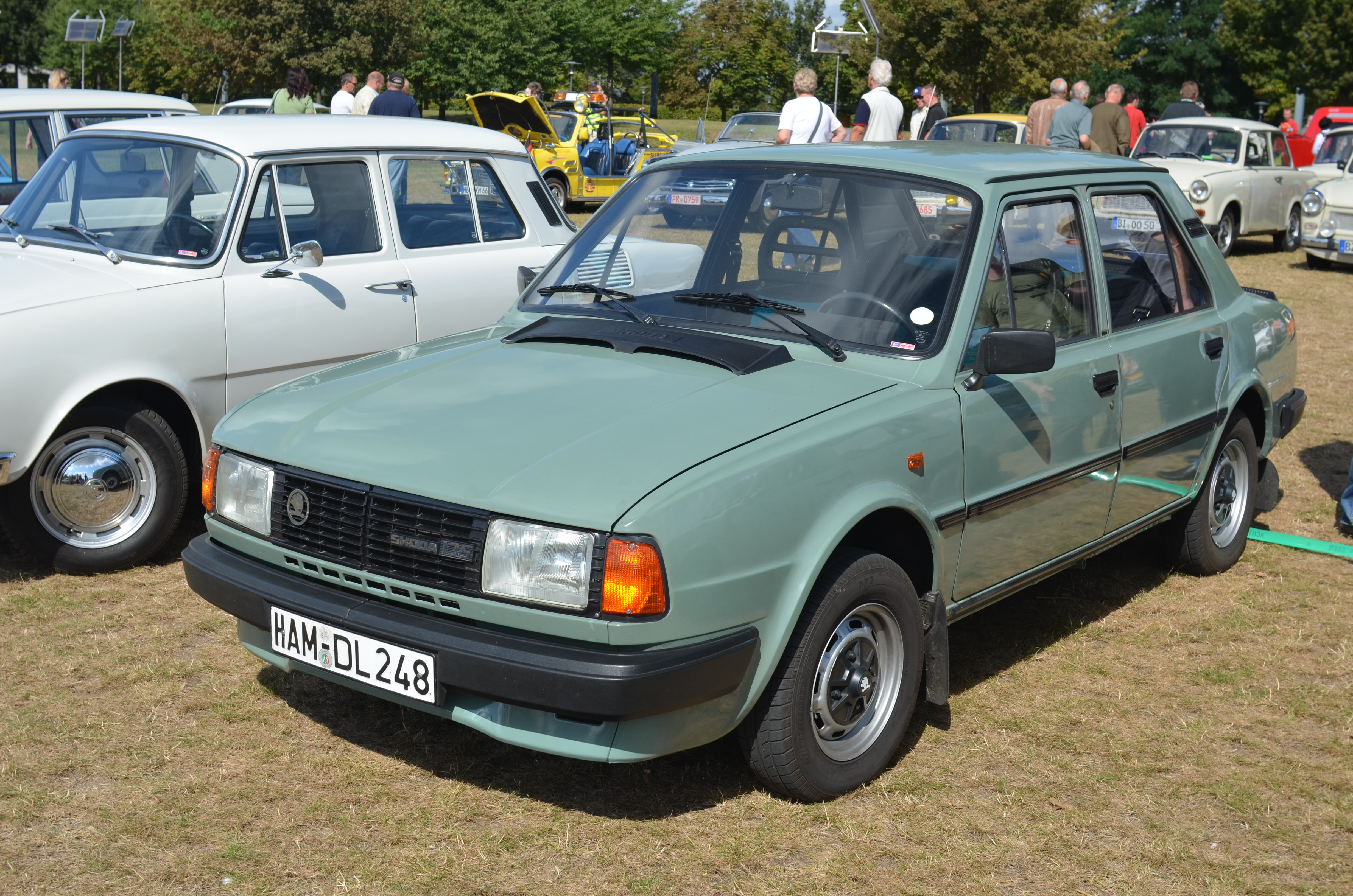
Motorizace 135, model 1989
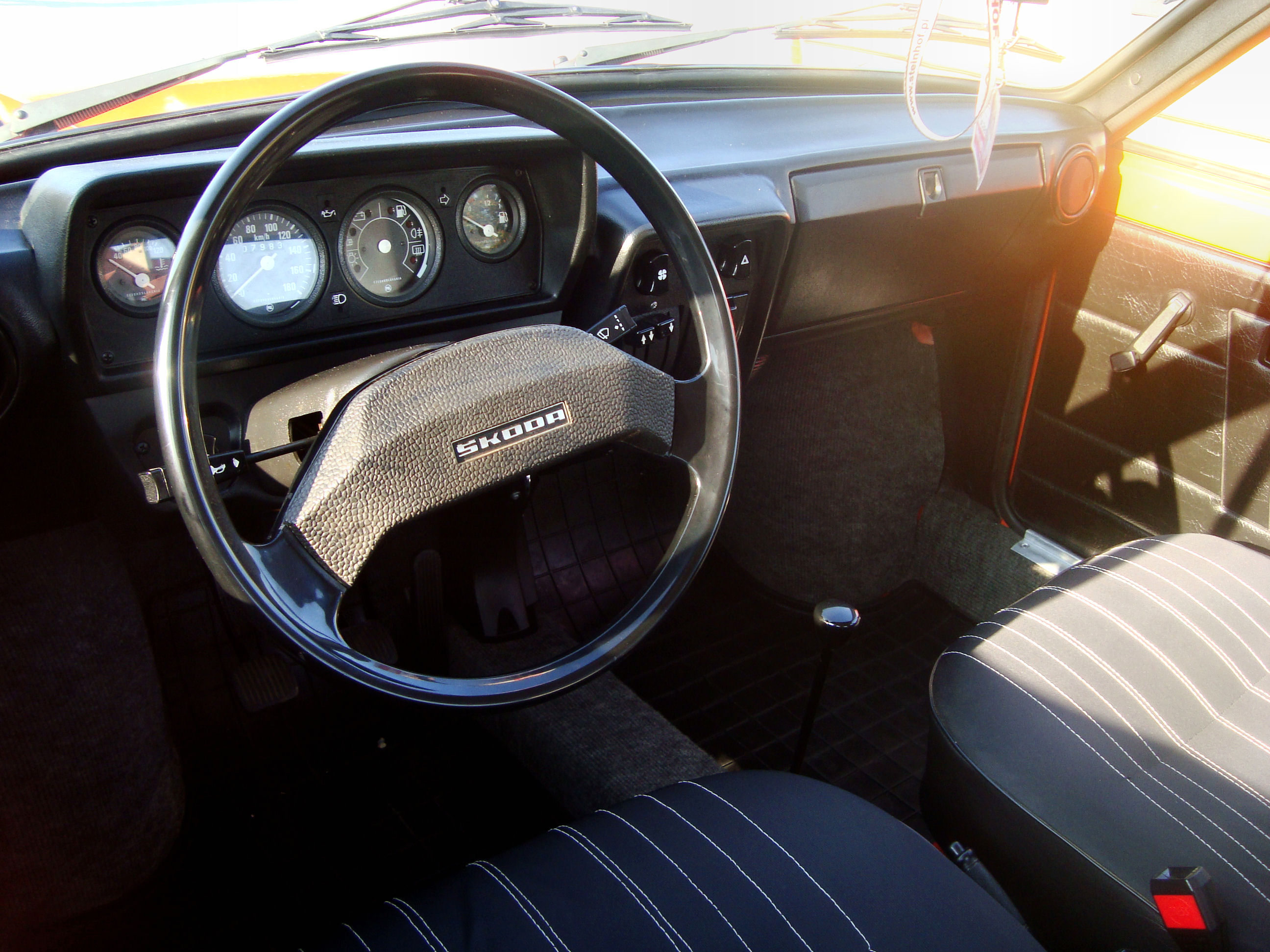
Modifikace de Luxe, interiér modelu 1982

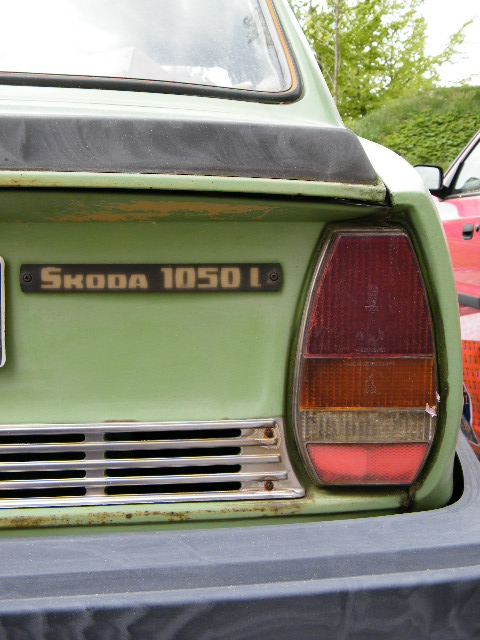
Typový štítek Škoda 1050 L, model 1977 a 1978 (Spojler a nárazník nejsou původní.)
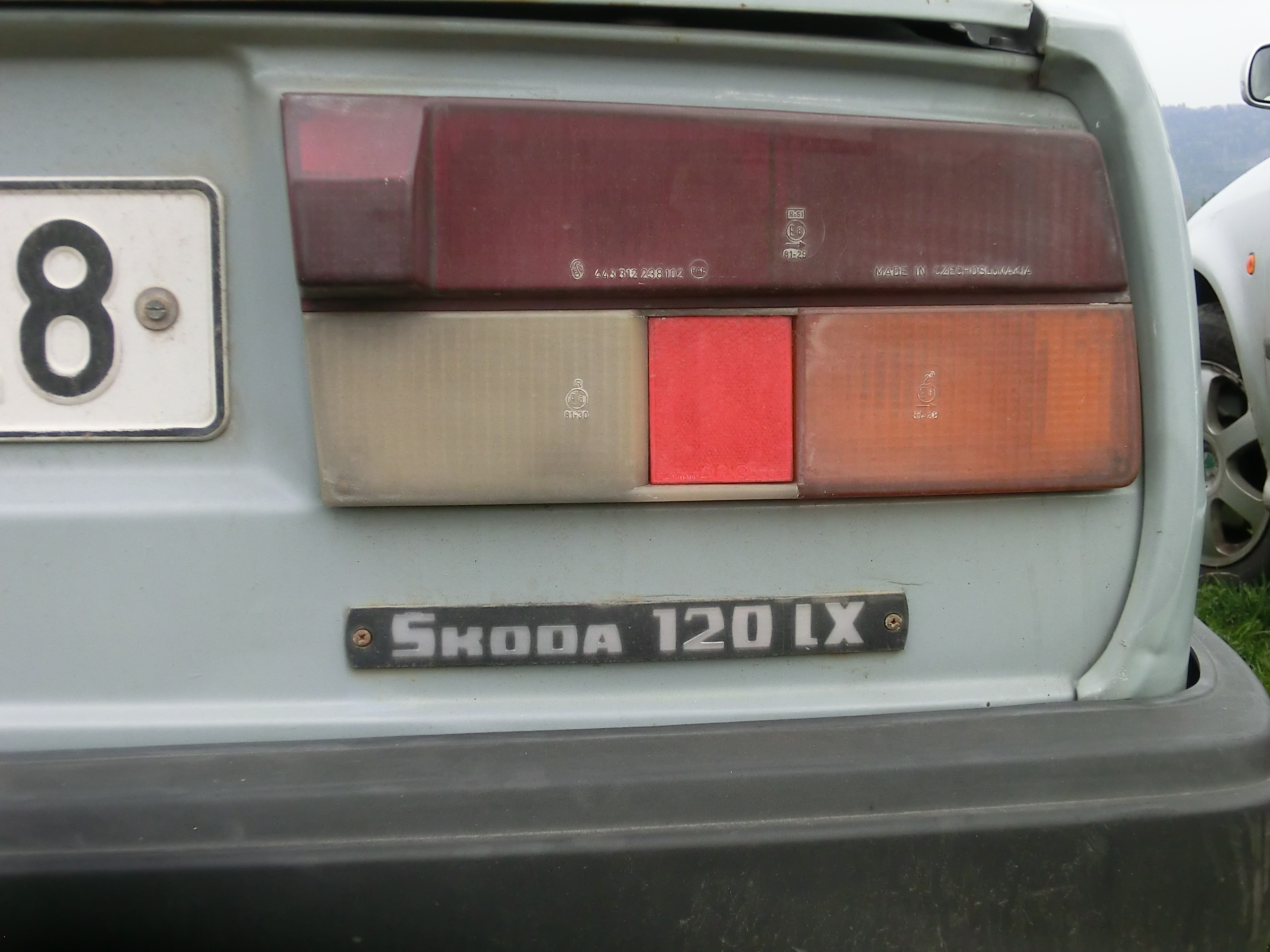
Typový štítek Škoda 120 LX
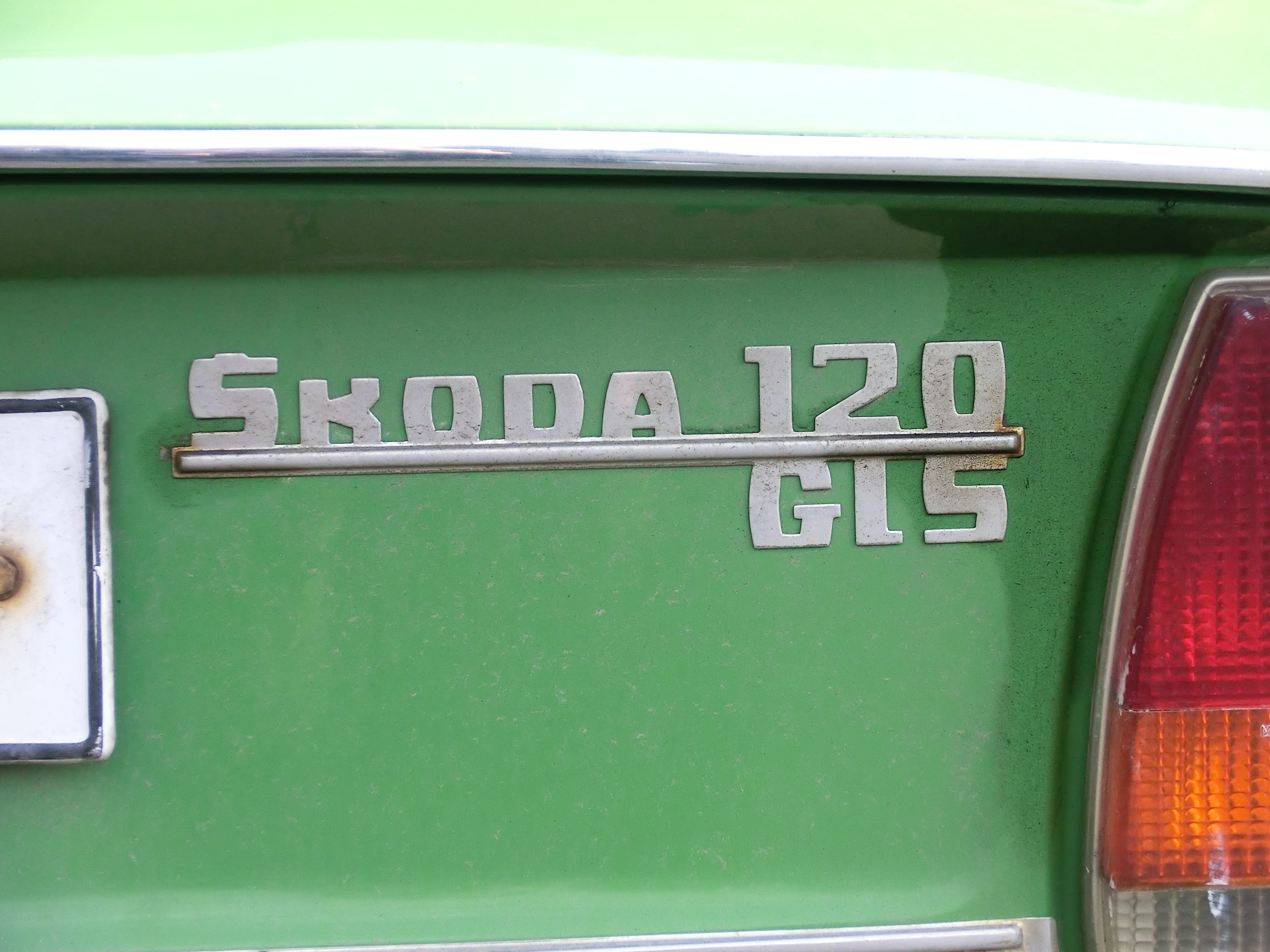
Typový štítek Škoda 120 GLS

## Závodní a soutěžní modely
- Škoda 130 LR (de Luxe/Rallye): Poprvé byl představen v roce 1984. Technicky se tyto vozy liší od sériových řešením zadní úhlové nápravy, která je tvořena trojúhelníkovými rameny s úhlem 10° uchycenými přímo v karoserii, v ochranném rámu, naladění motoru, převodech, elektroinstalaci atd. Motor je klasický čtyřdobý řadový kapalinou chlazený zážehový čtyřválec 1289 cm³ OHV, podélně za zadní nápravou, tedy stejně jako sériová Škoda 130. Byl však vybaven osmikanálovou hlavou a plněný dvěma dvojitými karburátory Weber, dosahoval tedy výkonu až 95 kW a točivý moment až 175 N.m, přes upravenou sériovou pětistupňovou převodovku a zesílenou spojku Sachs pak uděloval vozu maximální rychlost přes 160 km/h a zrychlení z nuly na 100 km/h za 8 sekund při celkové hmotnosti vozu 800 kg. Automobilů tohoto typu bylo postaveno cca 200 kusů nejen v rámci AZNP, ale podle tovární dokumentace si je stavěly i soutěžní týmy jiných organizací (Svazarm, Barum Otrokovice, JZD Slušovice atd.). Tento typ byl původně určen pro skupinu B, vozy se účastnily evropských i světových soutěží a velmi dobře se umisťovaly. Vozy 130 LR byly vyráběny i v civilní verzi určené pro Ministerstvo vnitra jako stíhací vůz na dálnici.[zdroj?]
- Škoda 130 LA (de Luxe/Amateur): Civilnější provedení 130 LR – nikoliv „závodní“, ale pouze „soutěžní“.

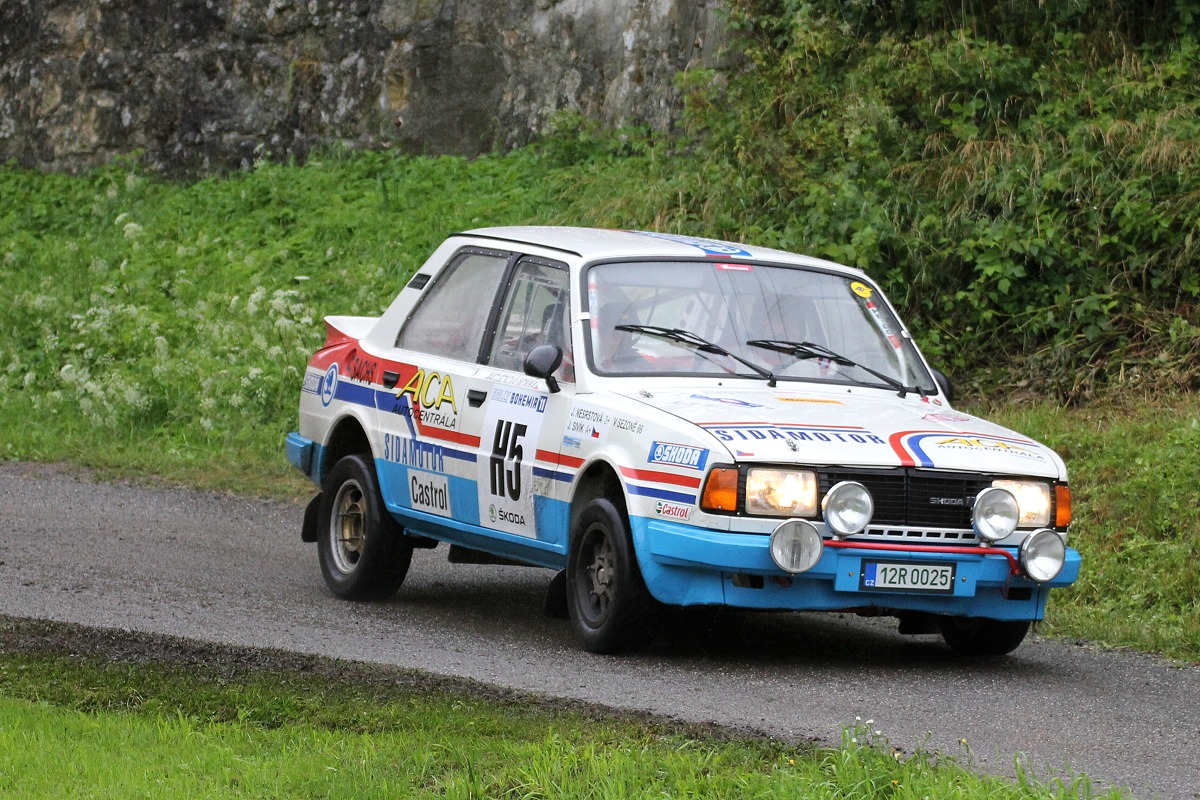
Škoda 130 LR
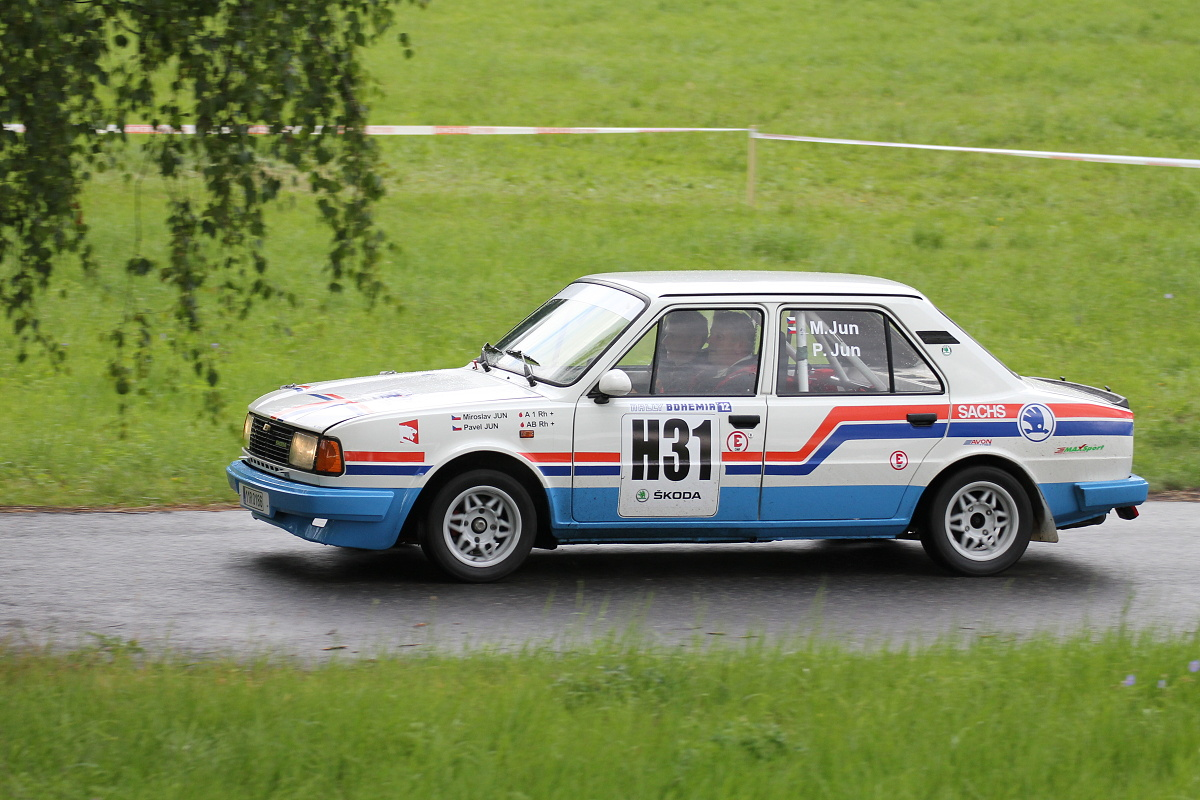
Škodě 130 LA na první pohled chybí oproti LR laminátový spoiler na zadní kapotě
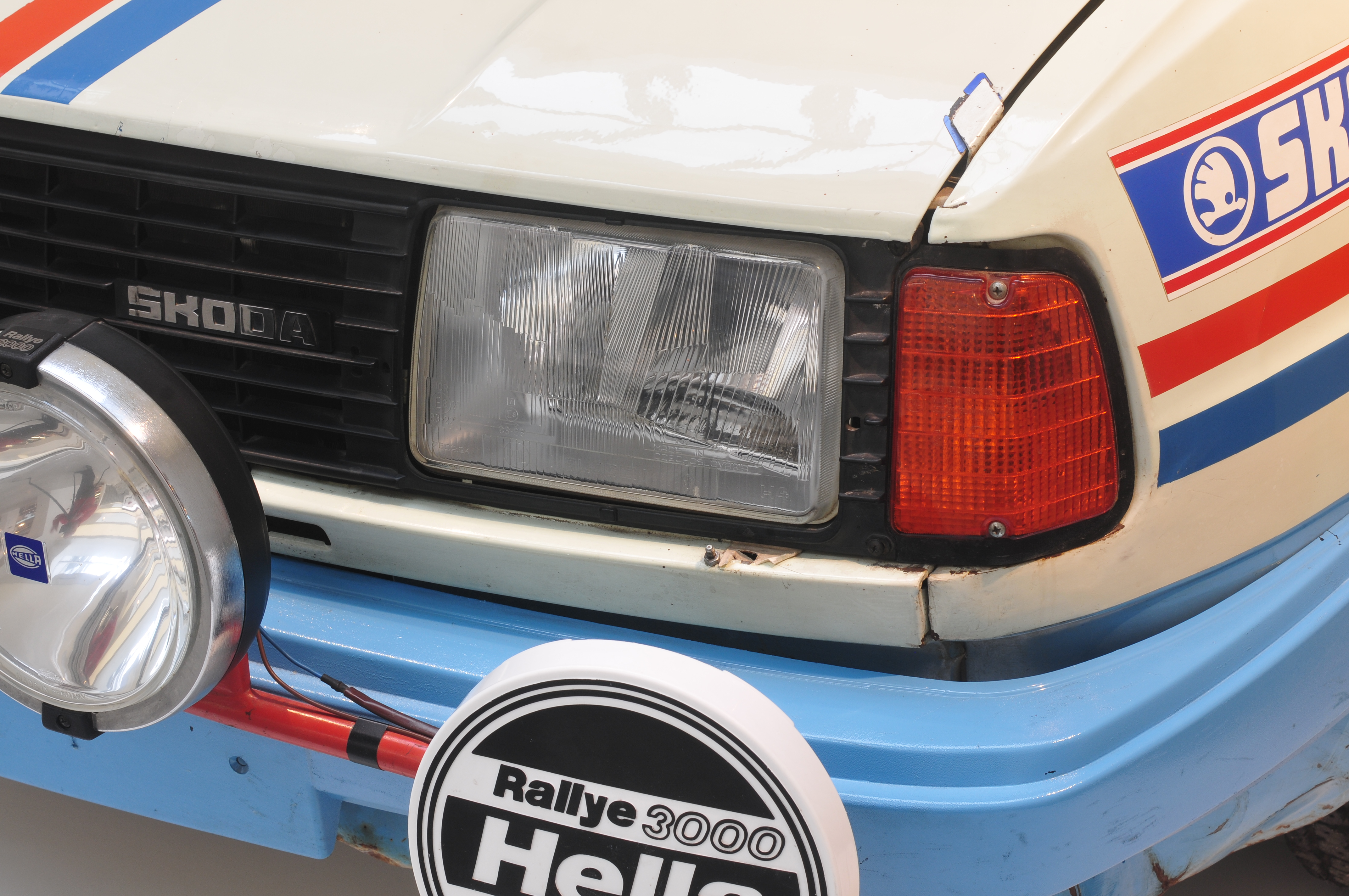
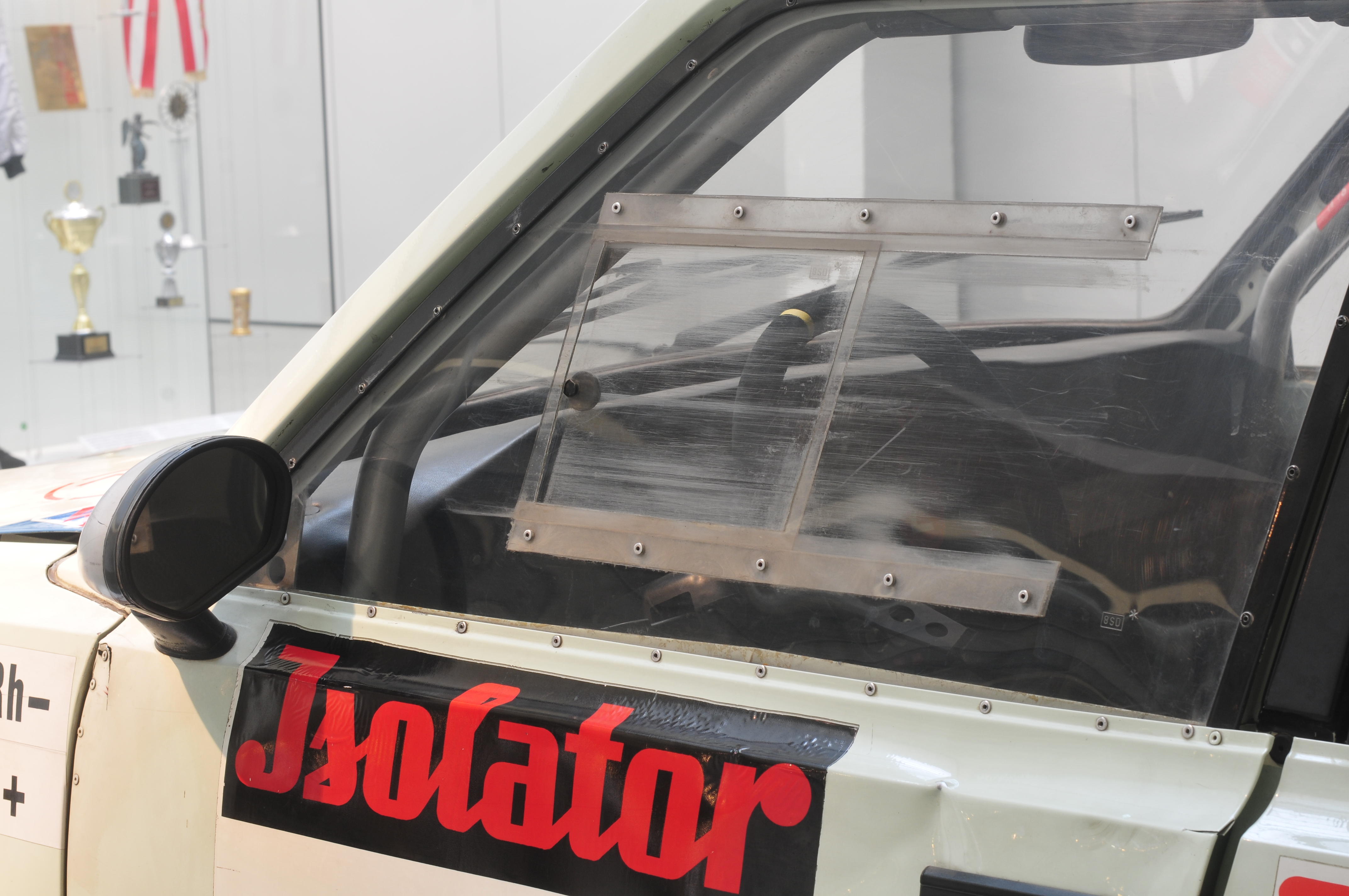
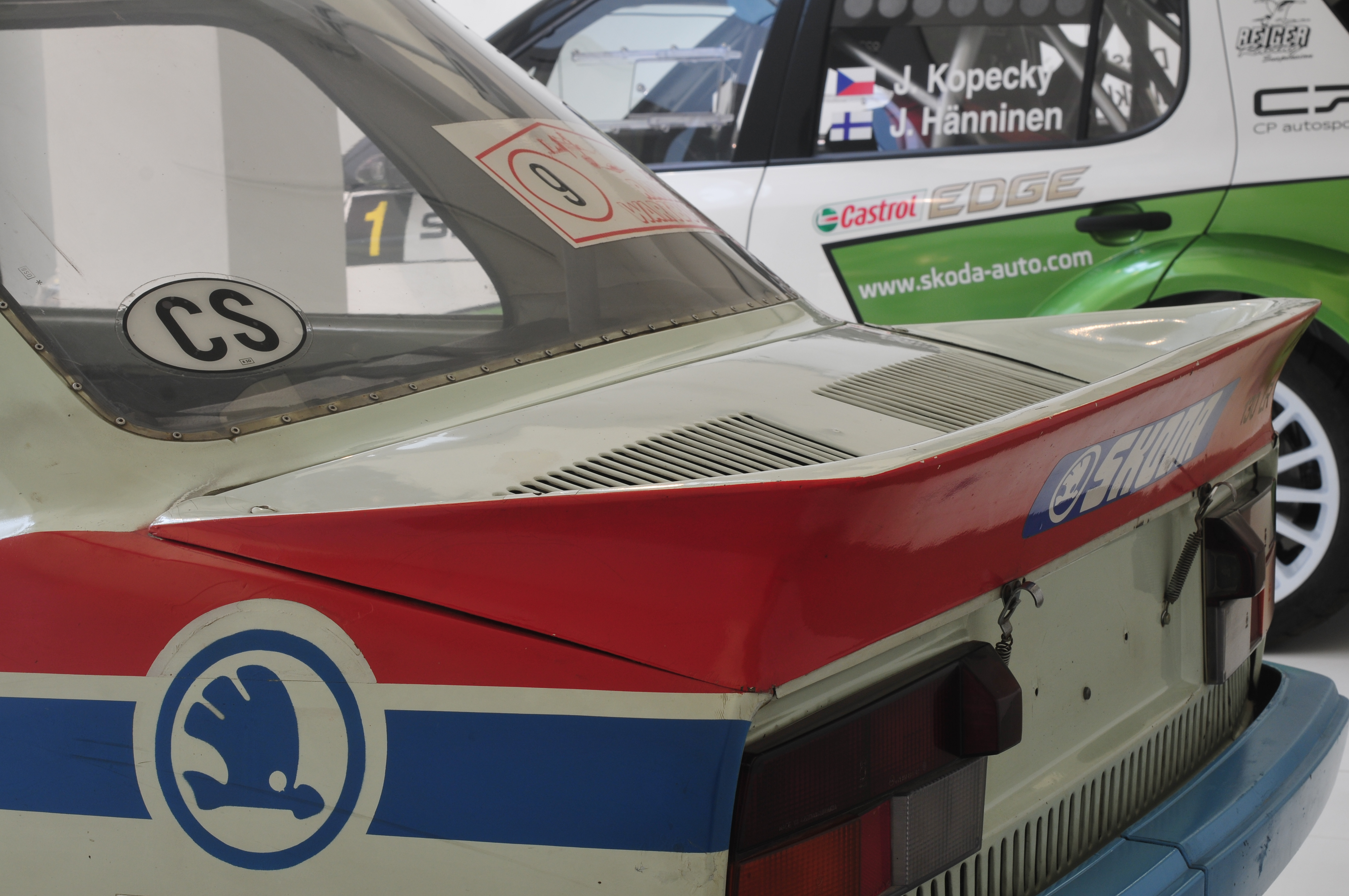
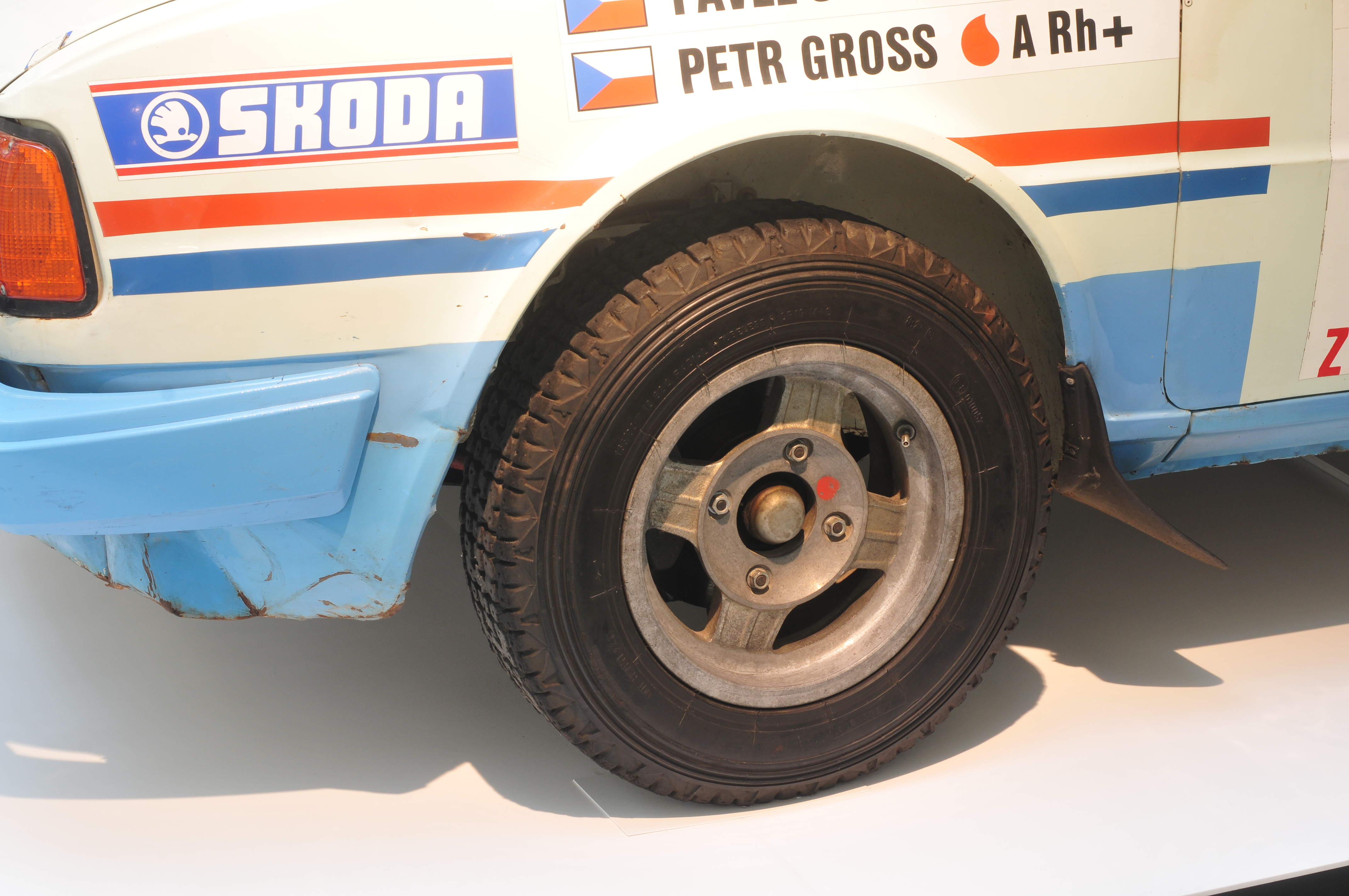

## Počty vyrobených vozů
| rok/model | Škoda 105 | Škoda 120 | Škoda 125 | Škoda 130 | Škoda 135 | Škoda 136 | celkem    |
| --------- | --------- | --------- | --------- | --------- | --------- | --------- | --------- |
| 1976      | 19        | 3 788     |           |           |           |           | 3 807     |
| 1977      | 72 926    | 52 298    |           |           |           |           | 125 224   |
| 1978      | 68 243    | 91 719    |           |           |           |           | 159 962   |
| 1979      | 54 203    | 113 266   |           |           |           |           | 167 469   |
| 1980      | 77 586    | 91 919    |           |           |           |           | 169 505   |
| 1981      | 95 917    | 77 296    |           |           |           |           | 173 213   |
| 1982      | 88 394    | 77 247    |           |           |           |           | 165 641   |
| 1983      | 87 737    | 78 817    |           |           |           |           | 166 554   |
| 1984      | 76 479    | 91 086    |           | 1 087     |           |           | 168 652   |
| 1985      | 61 771    | 97 934    |           | 10 929    |           |           | 170 634   |
| 1986      | 61 169    | 93 327    |           | 17 713    |           |           | 172 209   |
| 1987      | 59 974    | 86 016    |           | 15 031    | 3         | 59        | 161 083   |
| 1988      | 35 389    | 79 087    | 9 348     | 4 989     | 1 545     | 1 020     | 131 378   |
| 1989      | 4         | 34 387    | 40 617    |           | 430       | 536       | 75 974    |
| 1990      |           | 2         | 76        |           | 4 625     | 4 242     | 8 945     |
| celkem    | 839 811   | 1 068 189 | 50 041    | 49 749    | 6 603     | 5 857     | 2 020 250 |

## Sériově nerealizované prototypy

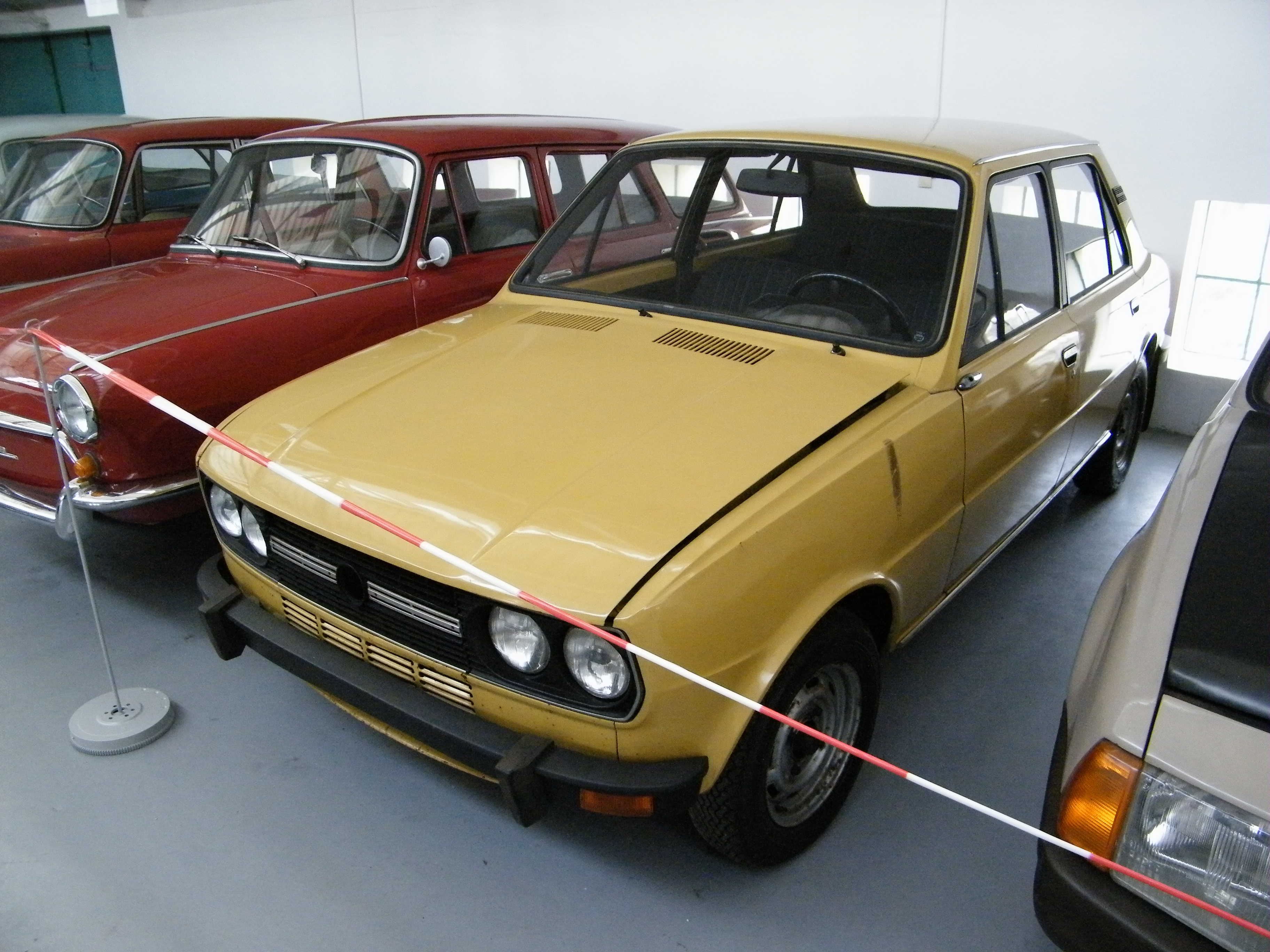
Škoda 742 C

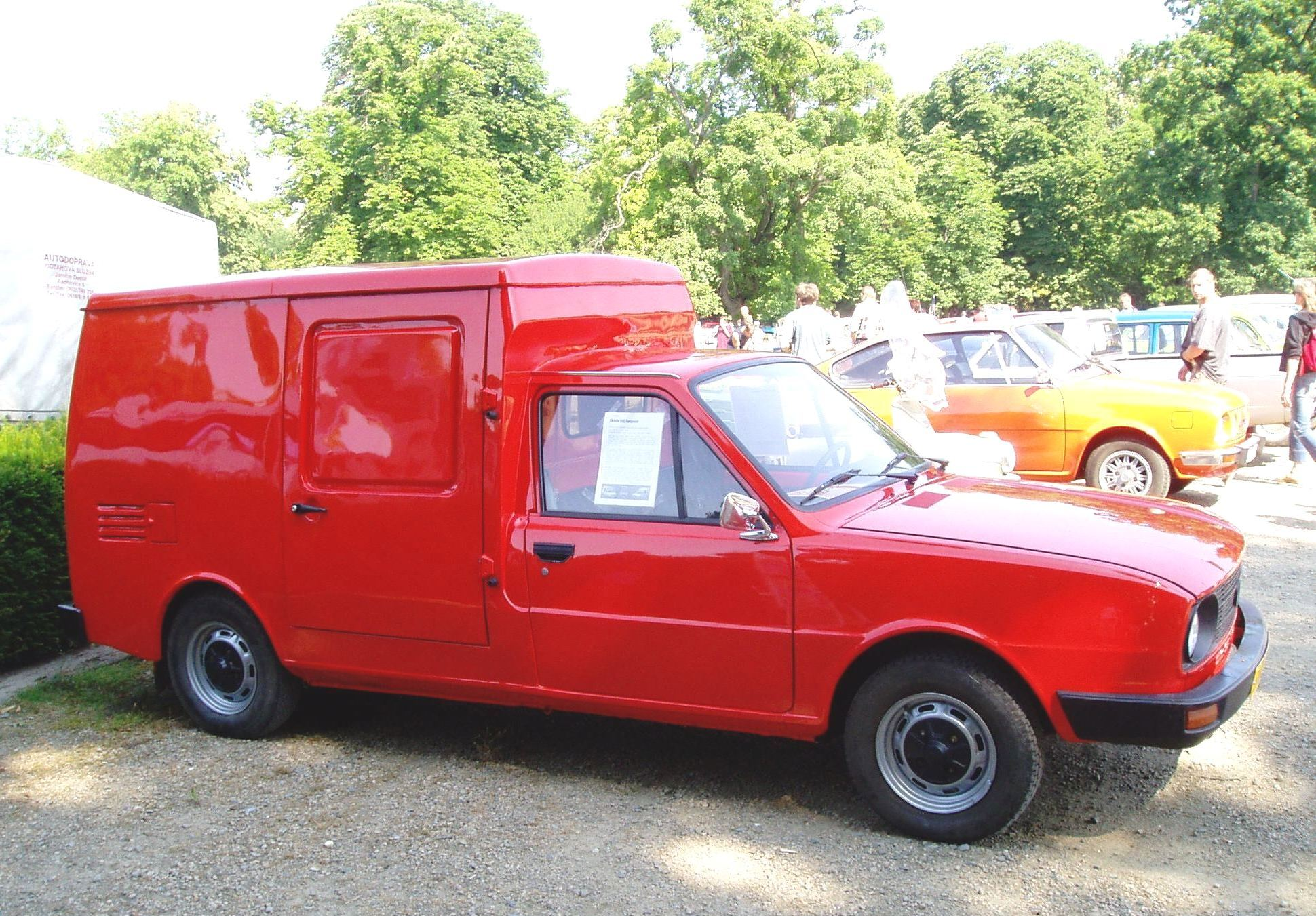
Furgonet

- Škoda 742 MAXI neboli maxík (1980) – prototyp modernizované verze budoucího „eMka“.
- (neznámý název) - prototyp modernizované verze, oponentní provedení (nárazníky splývaly s karosérií, vůz měl vyšší záď a rezervní kolo umístěné v motorovém prostoru atd.).
- Škoda 742 C neboli Ortodox (červen – srpen 1978). Dva prototypy klasické koncepce vznikly ve vývojových dílnách AZNP, projekt vedli pp. Stanislav Cinkl a Miroslav Fousek. Základem byla sériová Škoda 120 LS s prodlouženým rozvorem, přední náprava byla posunuta o 200 mm vpřed a měla hřebenové řízení z Fiatu 128. Automobily vykazovaly vynikající jízdní vlastnosti díky rovnoměrnému rozložení zátěže mezi nápravami. Jeden dochovaný vůz pískové barvy se dnes nachází v depozitáři muzea Škoda Auto.
- Škoda 742 P neboli Obrtlík (podzim 1978). Automobil s pohonem přední nápravy byl v AZNP přestavěn ze sériové bílé Škody 120 LS, od které převzal motor, ale ostatní ústrojí předního pohonu pocházelo z vozu Renault 12. Po tříletém provozu byl spolu s výše uvedeným Ortodoxem předán do sbírek podnikového muzea a v roce 2012 byla dodělána renovace a je součástí sbírek archivu Škoda-auto.
- Škoda 742 PP (1980). Další automobil s pohonem přední nápravy vznikl v Bratislavských automobilových závodech. Byl také přestavěn ze sériové bílé Škody 120 LS, ale přední část skeletu byla upravena pro montáž kompletního hnacího agregátu z vozu Zastava 101 (což byla licenční verze italského vozu Fiat 128). Od sériového vozu se zjevně lišil opět přední nápravou posunutou vpřed a tedy prodlouženým rozvorem, předními ukazateli směru v úrovni reflektorů a širšími koncovými světly. Pravděpodobně se nedochoval.
- Škoda 742 T neboli Transaxle (1980). Stavbu červeného prototypu s motorem 1 396 cm³/55 kW (konstruktér Josef Kareš) vpředu nadél a převodovkou u zadní nápravy (jako u vozu Škoda Popular) inicioval konstruktér AZNP Leo Hnatevič. Vůz má při stejných vnějších rozměrech prodloužený rozvor posunutím přední nápravy o 100 mm vpřed, uvnitř je pak výrazně prostornější a praktičtější než sériová Škoda 120 LS, ze které byl přestavěn a se kterou má úmyslně shodnou naprostou většinu dílů. K sériové výrobě nedošlo, ale automobil má technický průkaz a soukromému majiteli (konstruktér Hnatevič v roce 1986 tento vůz od AZNP odkoupil) prokazatelně sloužil ještě v roce 2003.
- Oficiál (léto 1980) – prototyp reprezentativního vozu vznikl v Bratislavských automobilových závodech. Automobil měl ambice nahradit u nižších státních úřadů provozně drahé vozy Volha a Tatra. Karosérie standardního sedanu byla rozšířena o 120 mm (podélně rozříznuta uprostřed a nastavena) a posazena na upravené podvozkové orgány dodávky Škoda 1203. Vůz se nalézá v depozitáři bratislavského Muzea dopravy a čeká na renovaci.
- Furgonet (září 1982) – dodávkový automobil o užitečné hmotnosti 485 kg, který postavily opět Bratislavské automobilové závody. Základem byl zesílený podvozek standardního sedanu, u kterého byl prodloužen rozvor nastavením podlahy za předními sedadly o 350 mm a kabina byla od B-sloupku nahrazena skříňovou nástavbou. Zadní náprava byla upravena s pomocí sériových dílů trnavské dodávky Škoda 1203. Slibný vývoj vozu, který by uvítali řemeslníci, pošta či opraváři televizorů, byl však násilně zastaven na podzim 1983 s poukazem na probíhající vývoj vozu Škoda 781, který měl mít také dodávkovou variaci. Nakonec tedy vznikly jen 3 kusy, každý s jiným motorem (odvozeny od typů Škoda 105 L, 120 L a 120 LS) a všechny se do dnešních dnů dochovaly.
- Škoda 752-E – prototyp vozu odvozeného od Škody 130 L, který byl určen pro Ministerstvo vnitra: bodykit na předním a zadním blatníku, zadní přítlačné křídlo jako u soutěžního vozu Škoda 130 LR, zadní vlečená náprava jiného typu.[zdroj?]

## Spolehlivost

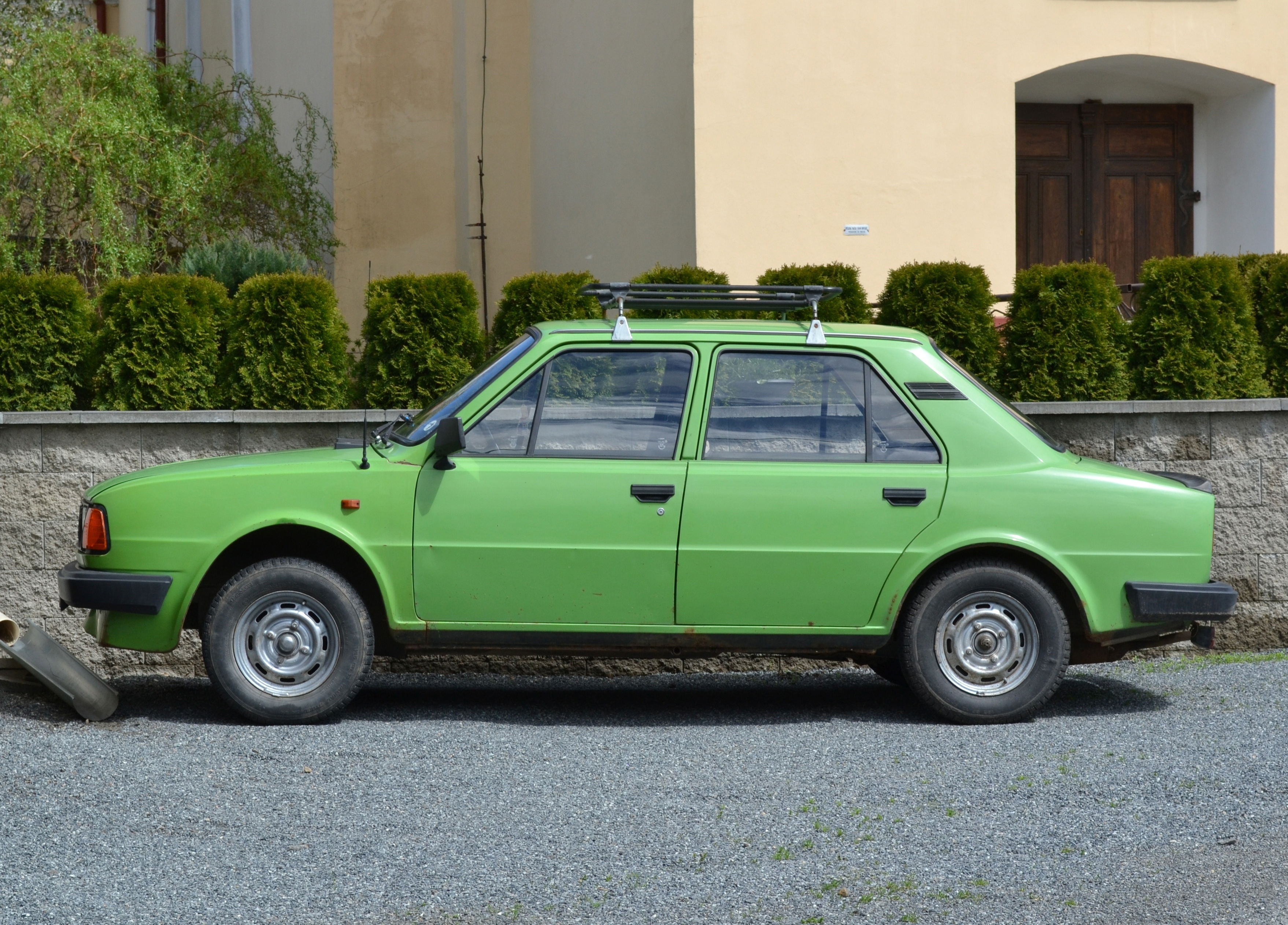
Boční pohled na typický vůz se zadní kyvadlovou nápravou. (Škoda 120 L z roku 1983)

Vozy z dnešního hlediska nejsou příliš spolehlivé, podepisují se na tom konstrukční chyby, použití nevhodných nebo málo trvanlivých materiálů (to platí zejména pro všechna těsnění) i technologická nekázeň výrobce (špatně spasované díly). Při pečlivé údržbě však mohou být mnohé automobily dosud ve výborném stavu.
Karoserie vozu je málo odolná proti korozi (ovšem nelze doložit, že by na tom většina konkurenčních automobilů této generace byla lépe): kvůli konstrukční vadě rezivějí zejména prahy v místě kotev pro zvedák vozu a v oblasti výztuh před zadními koly. Koroze se jinak příliš netýká nosných částí, jako jsou např. ukotvení náprav. V dokumentaci k vozu výrobce doporučoval provádět nástřik dutin karosérie a nelze vyloučit, že díky této technologii mohla být prodloužena životnost a bezpečnost až pro statisíce vozidel této typové řady.
Lehká přední a přetížená zadní náprava způsobují specifické jízdní vlastnosti zejména na kluzkém povrchu. Silnou přetáčivost a sklon k aquaplaningu mohou eliminovat kvalitní pneumatiky a náklad v předním zavazadelníku.
Maticové řízení u starších modelů má vysoké ovládací síly, malou citlivost a nízkou životnost. Hřebenové řízení u novějších modelů je naopak velmi lehké, citlivé a přesné, je však háklivé na důkladné vyvážení kol, přesněji řečeno na uniformitu (stejnoměrnost) použitých plášťů.
Motor byl po úpravách převzat ze starších modelů, ale bez podstatných konstrukčních změn. Litinová hlava na hliníkovém bloku, s nesymetrickým upevněním, se tak stává zdrojem některých poruch včetně prasknutí těsnění pod hlavou nebo samotné hlavy při ztrátě chladicí kapaliny. Tyto motory nevynikají životností, zhruba po 130 000 km již vyžadují generální opravu (výměnu ložisek, těsnění, rozvodů, vložek válců i pístních kroužků atd.). U „eMkové“ varianty poskytoval výrobce záruku 150 000 km. Po roce 1985 se objevují lepší materiály a konstrukce, nejlépe jsou na tom celohliníkové motory řady 742.135 a 742.136 s jinou konstrukcí mazacích míst klikové hřídele, novou hlavou válců a dalším technologickým úpravám, díky nimž vydrží tyto motory proběh i přes 250 000 km.
Časté průsaky oleje z motoru i převodovky lze zpravidla odstranit použitím kvalitního těsnění z druhovýroby a pečlivým dotažením matic. Ventilový rozvod OHV vyžaduje občasné seřizování, s řetězovým duplexem problémy nebývají.
Potíže jsou i s hlučností, kterou se postupně dařilo snižovat: chrastění při řazení, které bylo způsobeno vyběhaným hliníkovým mezikusem táhla řazení, bylo odstraněno jeho výměnou za plastový. Hlučnost motoru (např. dunění celého vozu při některých otáčkách) se někdy podařilo snížit úpravou na motorové příčce, výměnou silentbloků apod. Na důkladné řešení změnou celé konstrukce výfuku nedošlo – poměrně krátký tlumič výfuku je totiž napevno kotven k motoru přírubou sběrného potrubí i vlastním tělesem tlumiče.
Později u některých typů používaná vlečená (oficiálně „úhlová kyvadlová“) zadní náprava, kterou vyvinul tým Karla Jabornického z ÚVMV, znamenala kvalitativní skok jak po stránce jízdních vlastností, tak po stránce přenášených vibrací a hluku do karosérie. V prvních ročnících její výroby však AZNP svévolně změnily konstrukci vlečných ramen z jednodílných svařenců (obdobných jako u soutěžních vozů Škoda 130 RS) na slepenec původních vlečných ramen s dodatečnou, pevnostně poddimenzovanou šikmou vzpěrou. Tím se jednak změnil úhel kývání zadní nápravy na méně příznivých 32°, jednak (protože AZNP zjevně zanedbaly pevnostní výpočty) trpí ročníky 1983–86 trvalou deformací ramen, navenek zjevných jako trvalý příklon kol („kola vražená do blatníku“). Řešením je výměna ramen za novější, se správnou konstrukcí.

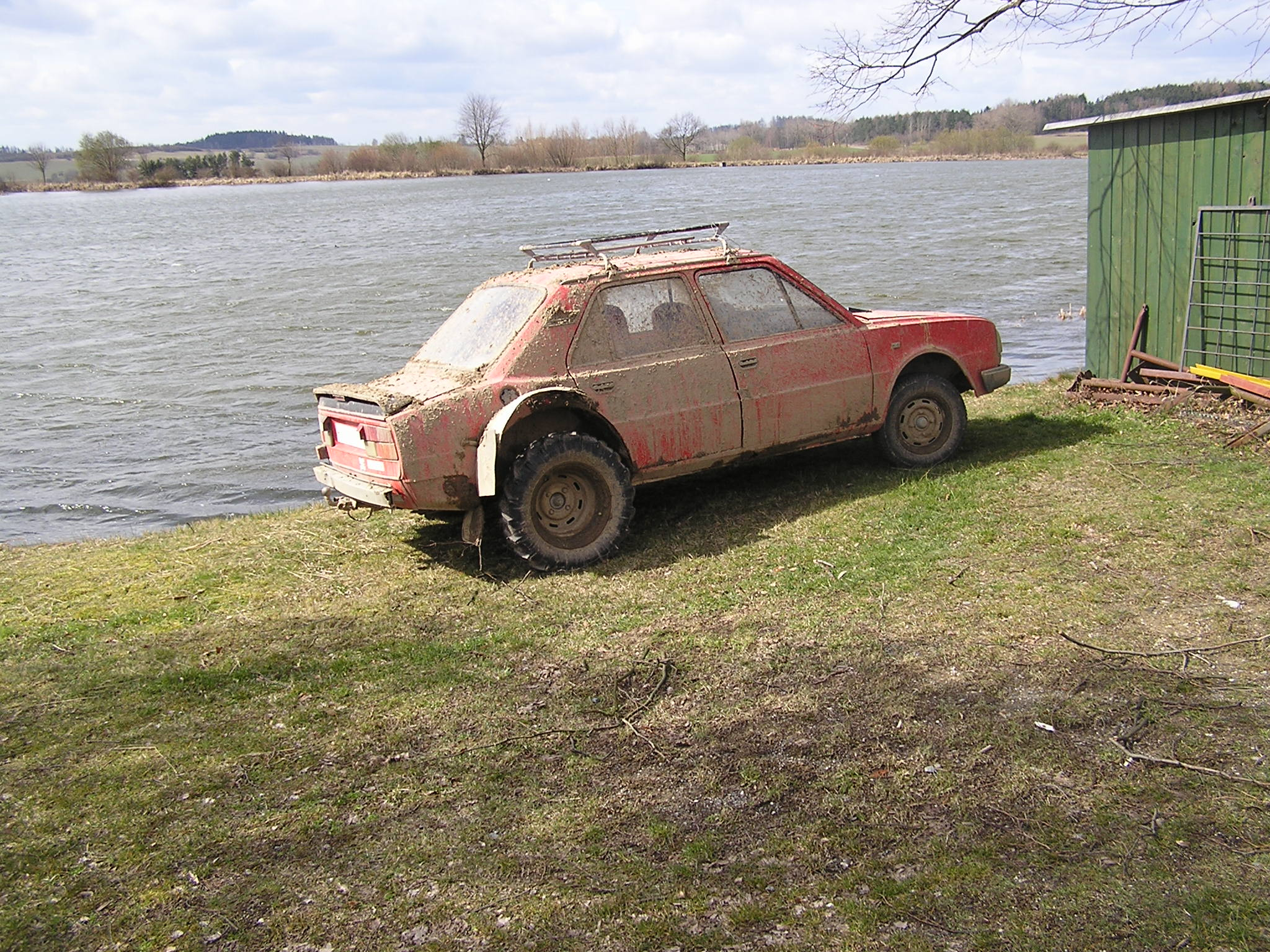
Tuzemské kusy leckdy dožily ve velmi podivném stavu.

Specifický způsob vodního chlazení (motor vzadu, chladič vpředu) je zdrojem dalších problémů: celá soustava pojme 11,5 litru chladicí kapaliny, tj. zhruba trojnásobek množství obvyklého u jiných koncepcí. Na delších trasách, zejména do kopce, není problémem auto „uvařit“. Nejčastější příčinou bývá nefunkční přetlakové víčko na nádržce chladicí kapaliny, nespolehlivý termostat nebo nefunkční spínač elektrického větráku. Pokud navíc motorista zanedbá kontrolu chladicí kapaliny před zimou, velmi často se dočká zamrznutí potrubí k chladiči, které je vedeno pod podlahou vozu.
Mezi další časté poruchy patří prasknutí struny plynu, a zejména u modelů do roku 1981 i problémy se složitými převody karburátoru EDSR.
Drobnými vadami trpí i další části vozu, což jde spíš na vrub materiálu použitému u subdodavatelů – reznoucí nebo slepnoucí paraboly hlavních světlometů, matnoucí plastové kryty skupinových světlometů, propadávající se sedáky, degradující koženka a plasty v interiéru atd. Tyto vady se však většinou objevily až u aut starších než zhruba patnáct let.

## Zajímavosti

### Velodupka
Pro potíže s rozběhem modelu bylo v roce 1976 v AZNP založeno „Hnutí za nejvyšší kvalitu“ s ambicemi zvýšit kvalitu vozu i produktivitu práce – v podstatě obyčejným dodržováním pracovní a technologické kázně, zavedením samokontroly na pracovištích apod. Tomuto hnutí byla věnována velká mediální pozornost, ale po několika měsících začalo upadat, protože sám systém vedení automobilky i národního hospodářství neumožňoval dodržet žádaný pořádek ve výrobě a její organizaci. V novinách se potom objevil posměšný fejeton „Bajka o Velodupce“, který si automobilka zcela správně vztáhla na sebe.

### Test Světa motorů
Na podzim 1976 vyhlásil časopis Svět motorů akci „30 000 km za 30 dní k 30. výročí Světa motorů“, ke které z AZNP obdržel bílou Škodu 120 L z ověřovací série, zajetou na 2500 km a po druhé záruční prohlídce. Vůz převzali v AZNP 6. září 1976 a odvezli jej na MSV Brno 1976 do stánku PZO Motokov. Od 20. září do 19. října 1976 se na voze střídalo pět dvoučlenných posádek (a tři náhradníci), aby po ČSSR absolvovaly delší jízdní etapy:
- 1. půldenní trasa 500 km: Praha – Mladá Boleslav – Děčín – Sokolov – Mariánské Lázně – Plzeň – Praha
- 2. půldenní trasa 500 km: Praha – Mirotice – Domažlice – Klatovy – České Budějovice – Tábor – Praha
- 3. celodenní trasa 1000 km: Praha – Mladá Boleslav – Jihlava – Brno – Bratislava – Trnava – Bytča – Olomouc – Hradec Králové – Praha

Součástí programu byly i každodenní besedy s laickou i odbornou veřejností. Značně negativní reklamu si přitom připravil n. p. PAL Magneton Kroměříž, jehož startéry byly vysoce poruchové a musely být čtyřikrát vyměněny (přestože na dlouhých etapách se rozhodně nedalo mluvit o jejich přetěžování). Automobil samotný v této zátěži vykazoval spíše drobné závady, dané montážní nekázní v AZNP (netěsnost chladicí soustavy, špatně nastavená geometrie kol) nebo vadou u dodavatele (krátký zámek odkládací schránky, vypadávající mřížky podtlakového větrání). V celkovém hodnocení redakce Světa motorů však obstál.

### Problémy ve Spojeném království
Ihned po zahájení vývozu zaznamenala Škoda 105/120 výrazný obchodní úspěch i v západní Evropě: jen v srpnu 1977 se ve Spojeném království prodalo přes 4000 vozů, prodávaných tam pod obchodním názvem Škoda Estelle. To pravděpodobně přimělo dánského novináře Markuse Jakobsena, aby pro bulvární deník The Sun zinscenoval zkoušku, ve kterém škodovku při Losím testu v září 1977 převrátil na střechu. V říjnu 1977 pak odborný týdeník The Motor přinesl šestistránkovou zdrcující kritiku, po které se prodeje výrazně propadly. Situaci musel řešit soukromý importér Skoda Great Britain Ltd. ve spolupráci s československým PZO Motokov – velkou práci přitom odvedl československý zástupce Andrej Barčák, který coby bývalý zaměstnanec ÚVMV a soutěžní jezdec projevil technický cit pro věc, angažoval i novináře Jakobsena a v krátké době dotlačili AZNP k vyvinutí upravených exportních modelů s pozměněným pérováním, upravenou geometrií náprav a zejména s širšími disky s radiálními pneumatikami zahraniční provenience. Od března 1978 se modernizované modely začaly prodávat ve Spojeném království pod obchodním názvem Škoda Super Estelle a zvolna začaly nacházet novou důvěru od zákazníků.

### Obchodní názvy
Obecně platilo, že zejména západní dovozci si ve svých vlastních dílnách upravovali sériově dodané vozy: vyměňovali kola, nárazníky nebo sedadla, doplňovali přídavná světla, houkačky, autorádia, střešní okna, plastové spojlery, vinylové polepy apod., a při té příležitosti také měnili obchodní názvy automobilu – například v Belgii se Škoda 105 L prodávala jako Škoda Favorit, Škoda 120 L jako Škoda Rapid L a Škoda 120 GLS jako Škoda Golden.